# Biserica fortificată din Miercurea Sibiului

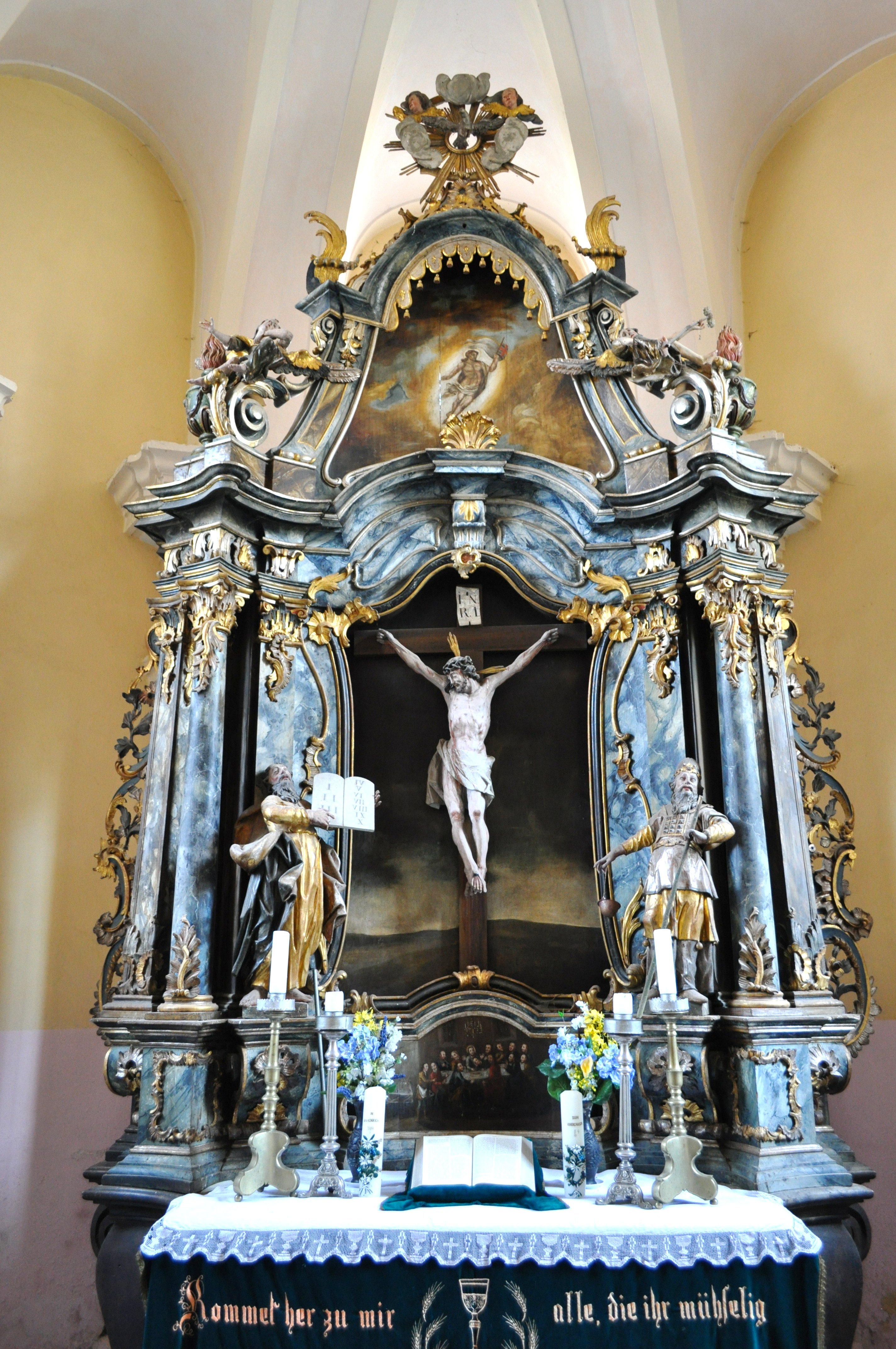
Altarul monumental realizat în stilul barocului transilvănean de Simon Wolff și Johann Weiß

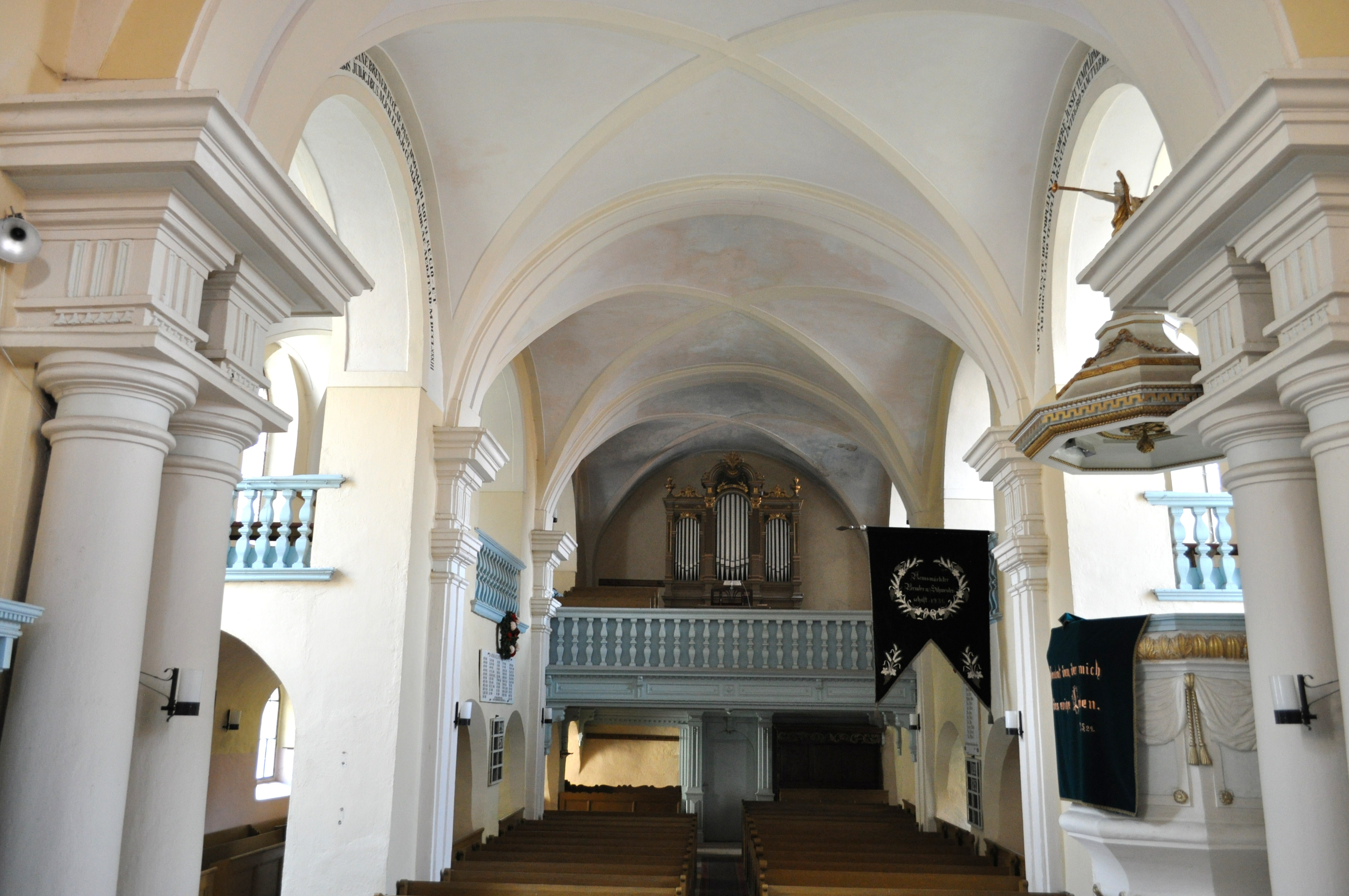
Nava spre ieşire

Biserica evanghelică fortificată din Miercurea Sibiului este un ansamblu de monumente istorice aflat pe teritoriul orașului Miercurea Sibiului. În Repertoriul Arheologic Național, monumentul apare cu codul 144937.08.
Ansamblul este format din trei monumente:
- Biserica evanghelică (cod LMI SB-II-m-A-12464.01)
- Incintă fortificată, cu acces fortificat, spații pentru provizii, anexe (cod LMI SB-II-m-A-12464.02)
- Casa parohială evanghelică (cod LMI SB-II-m-A-12464.03)[3]

## Localitatea
Miercurea Sibiului, mai demult Mercurea, Mercurea Sibiului (în dialectul săsesc Reismuert, în germană Reussmarkt, Reußmarkt, Reissmarkt, în maghiară Szerdahely, Szászszerdahely) este un oraș în județul Sibiu, Transilvania, România. Prima mențiune documentară a localității datează din anul 1291.

## Biserica
Cetatea bisericească a fost construită în nordul pieței spațioase din centrul localității. În mijlocul ei se află  o bazilică romanică, cu un turn zvelt în partea de vest, ce datează din secolul al XIII-lea. Biserica și zidul de incintă, cu un plan oval, au fost transformate în secolul al XV-lea. Spre interiorul zidului de incintă sunt adosate camere de provizii pe trei niveluri. Accesul la camerele de provizii se face și printr-un drum de strajă ce deservește metereze, guri de păcură și bovindouri fortificate. În anul 1783 au avut loc transformări importante: corul a fost extins spre est, iar nava principală și colateralele au fost boltite pe bolți avela ce se sprijină pe arce dublouri. Între anii 1995 și 2005 au fost efectuate lucrări majore de reparații, la care a participat și Comunitatea sașilor stabiliți în Germania.

## Vezi și
- Miercurea Sibiului

## Imagini din exterior

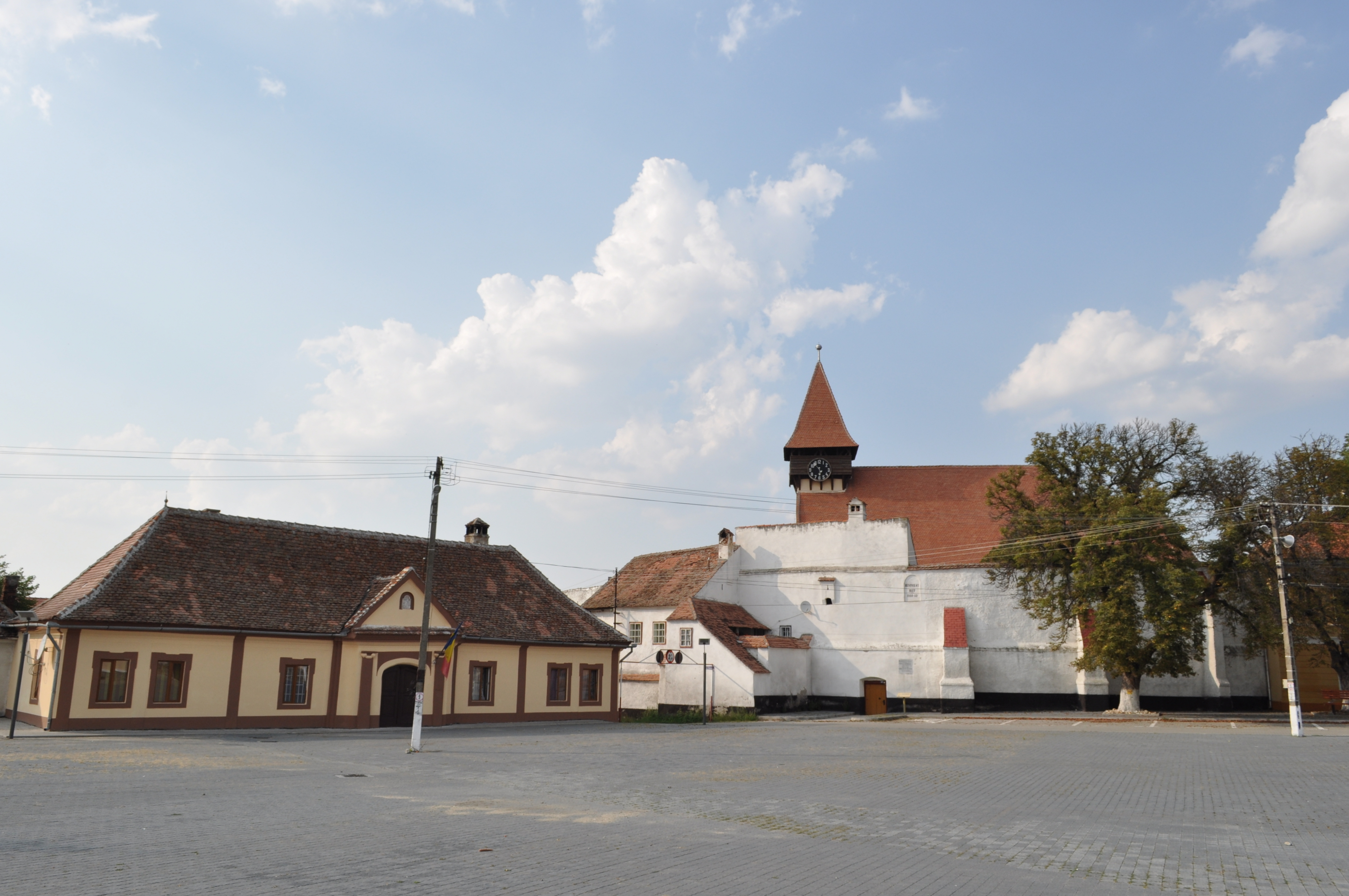
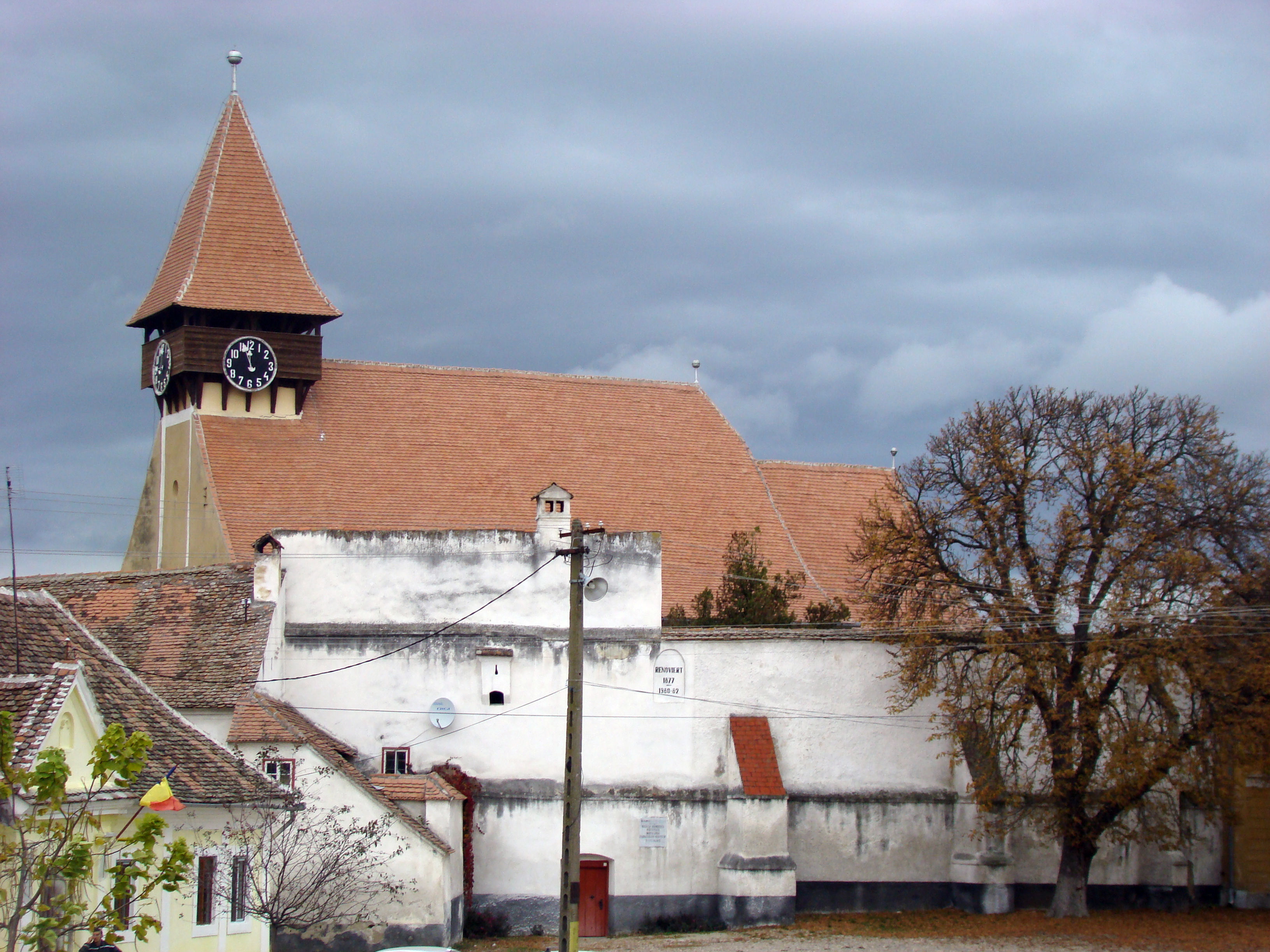
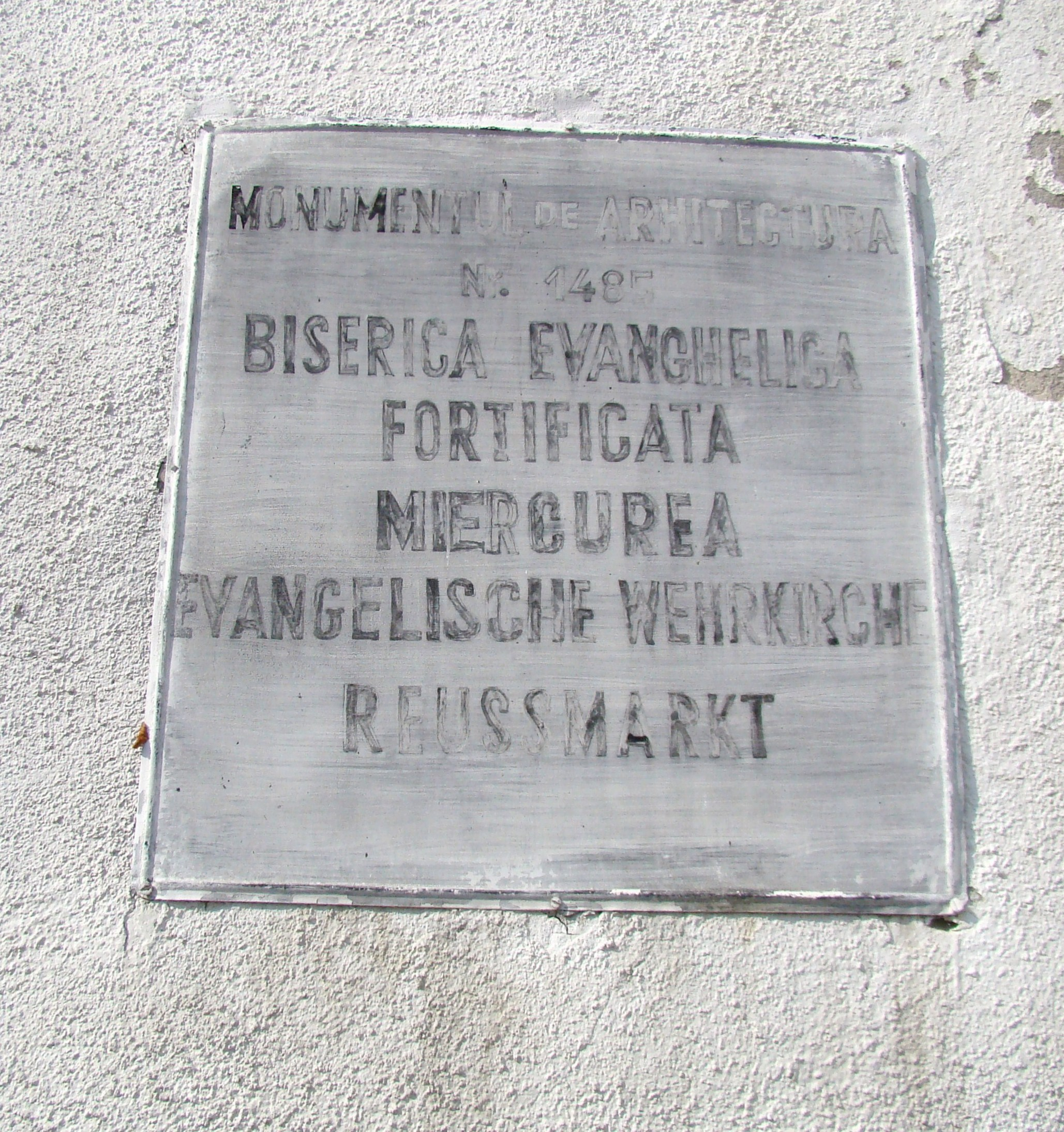
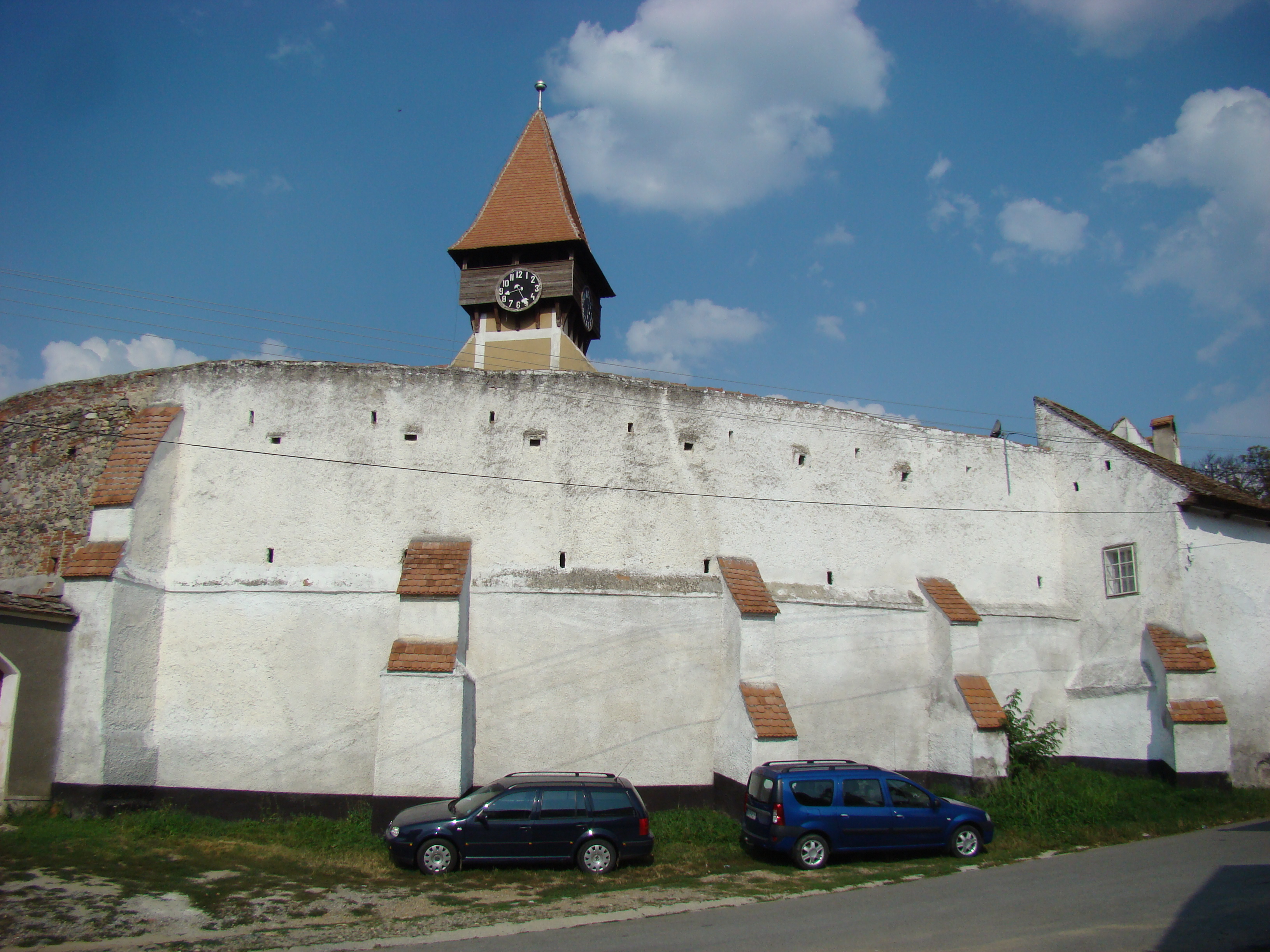
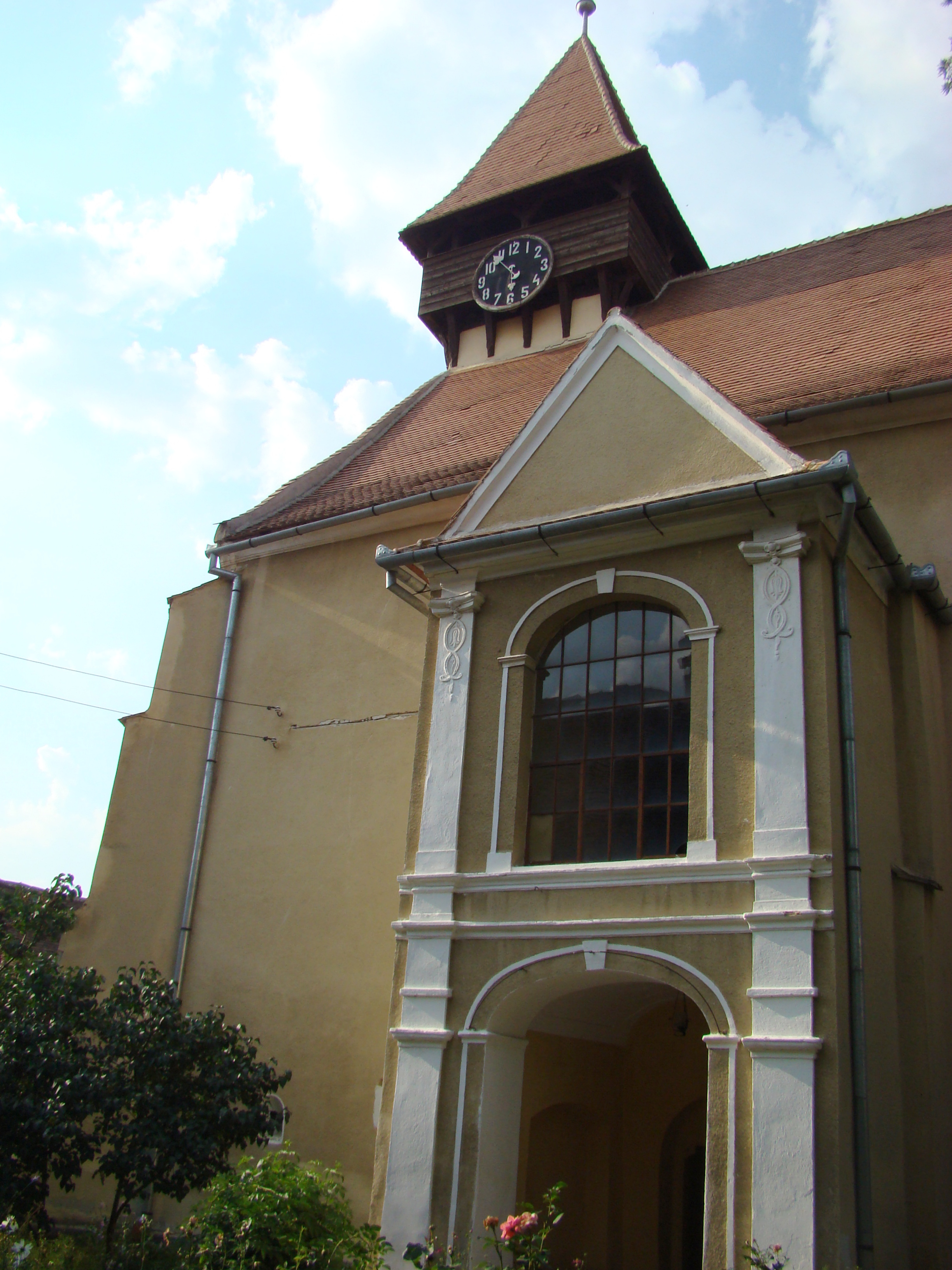
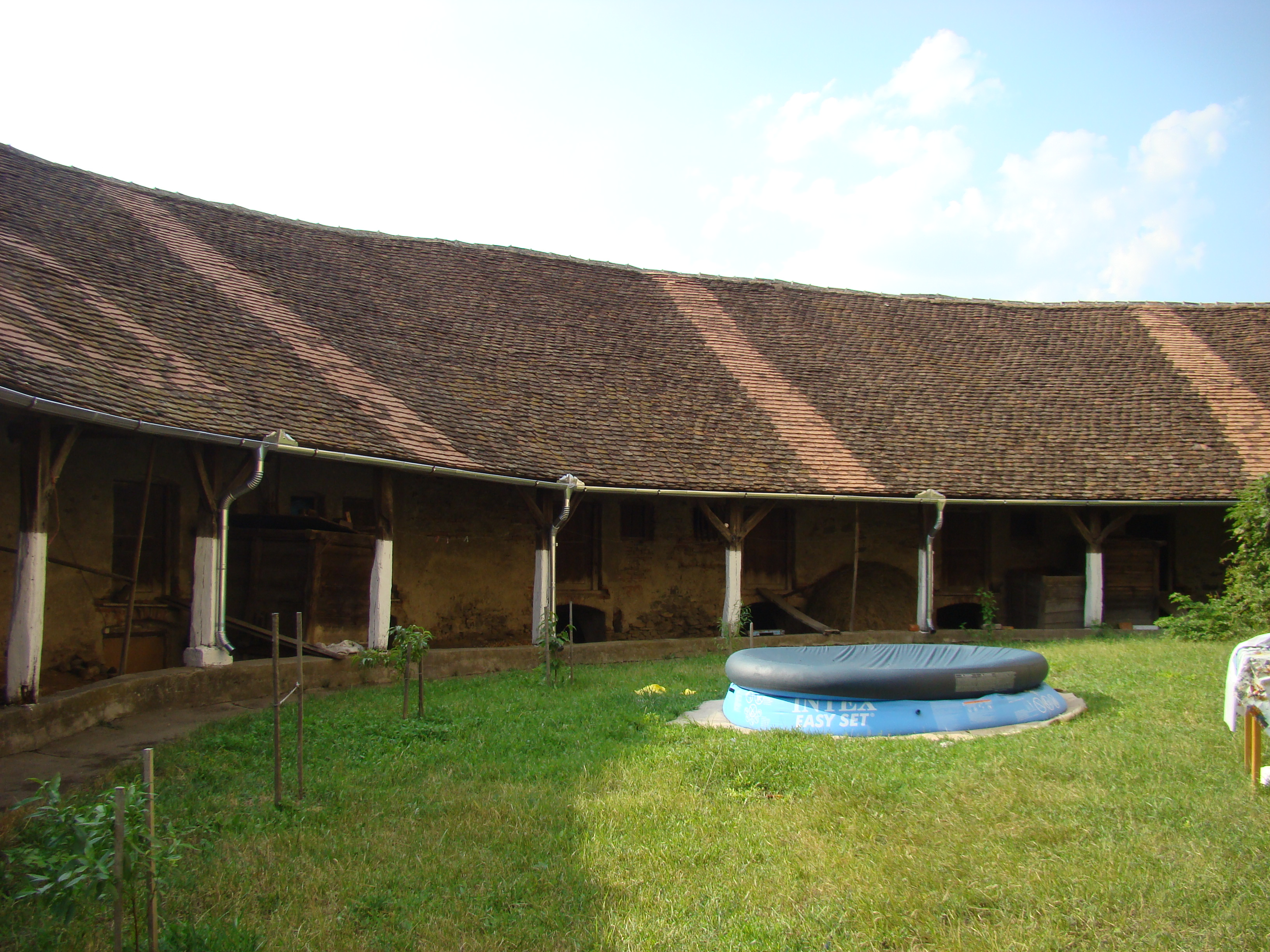
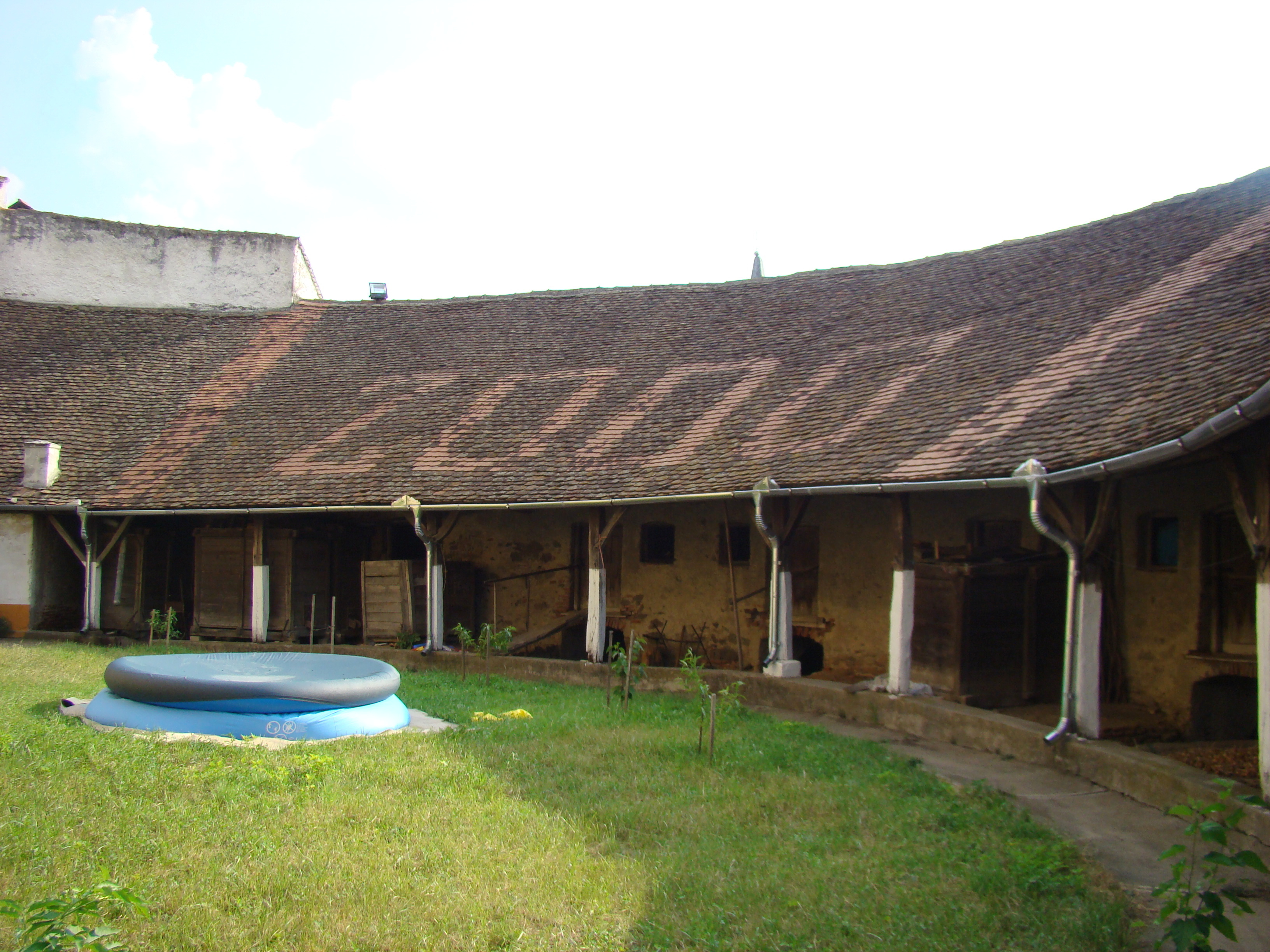
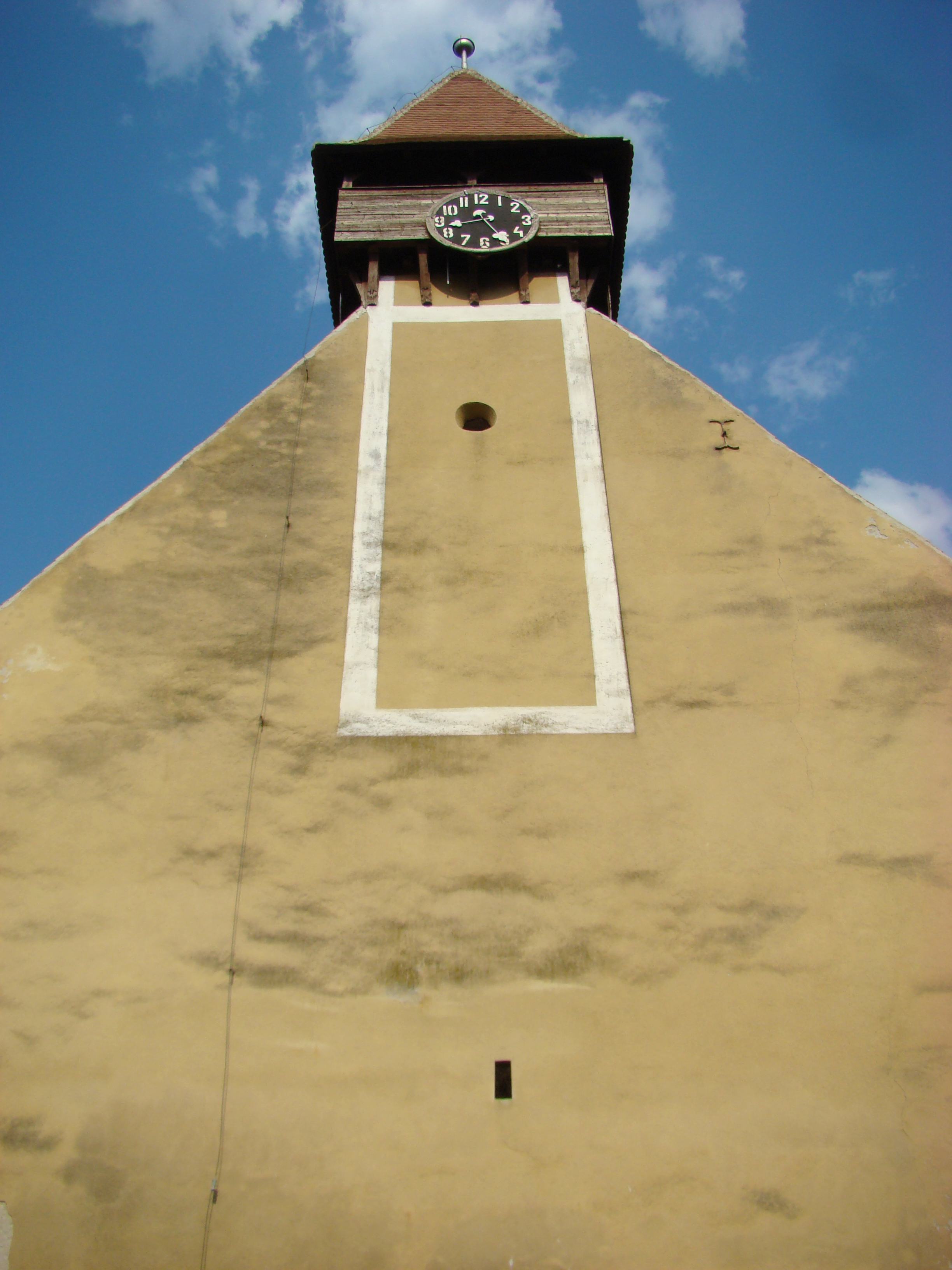
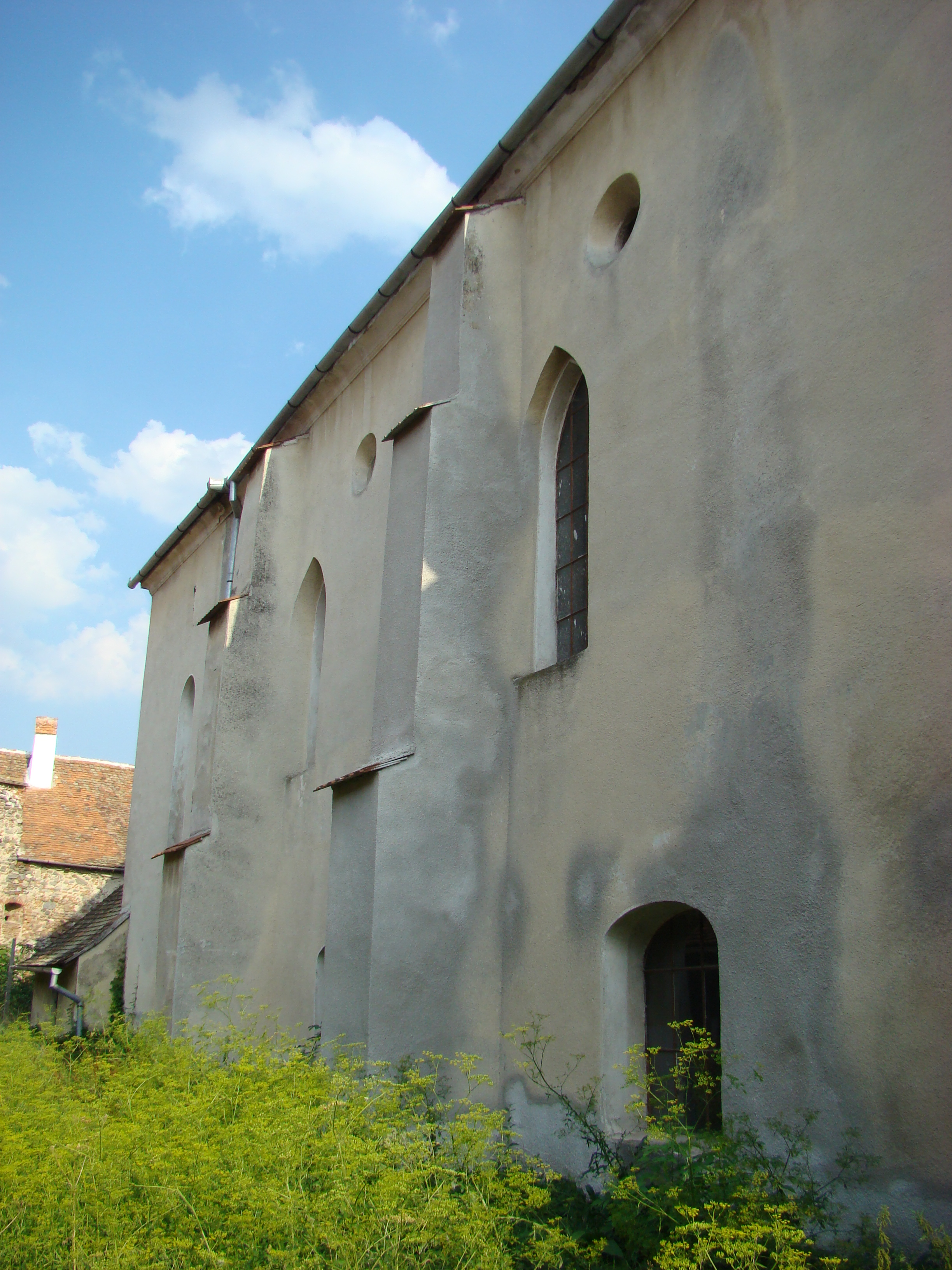
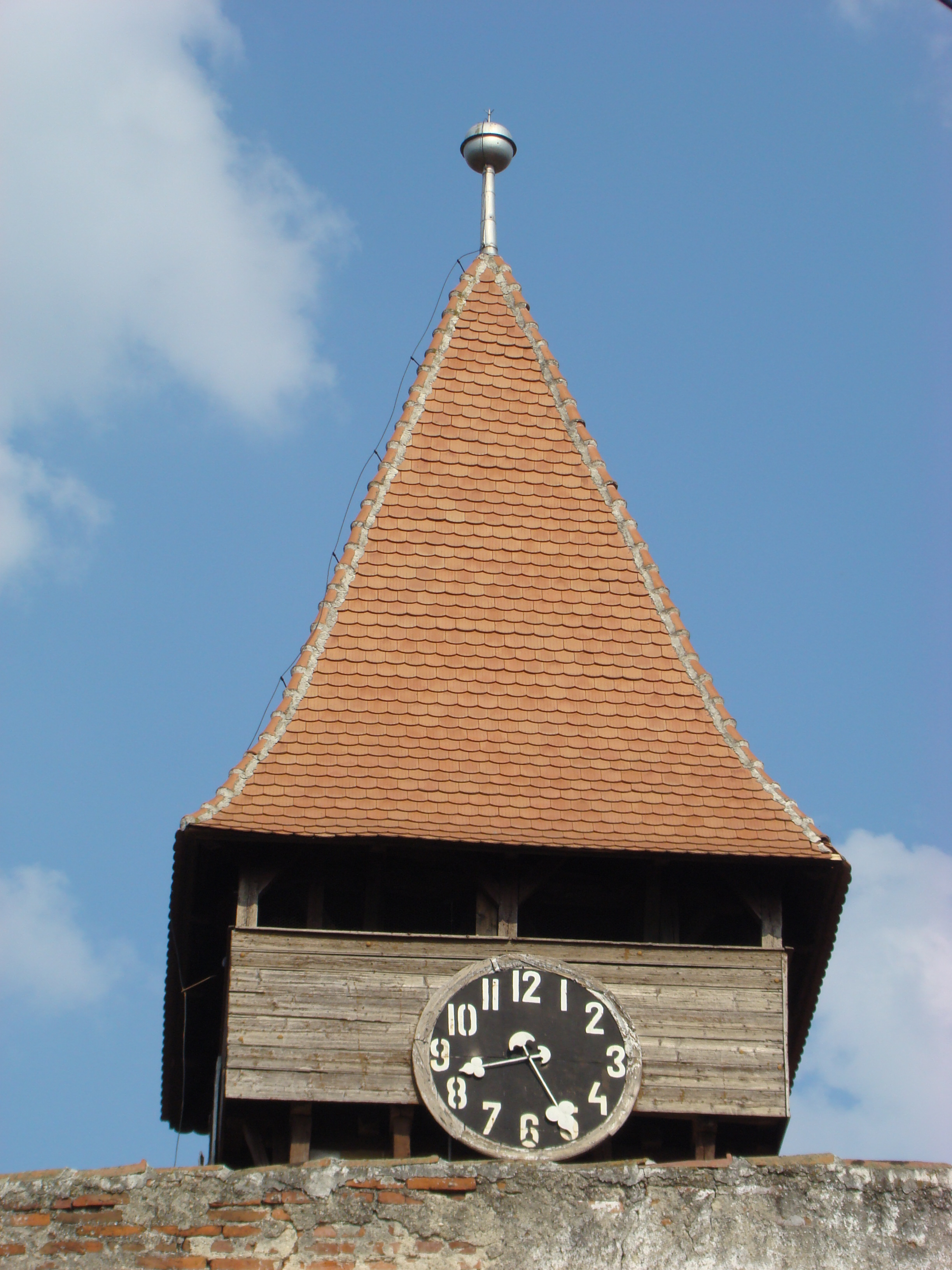
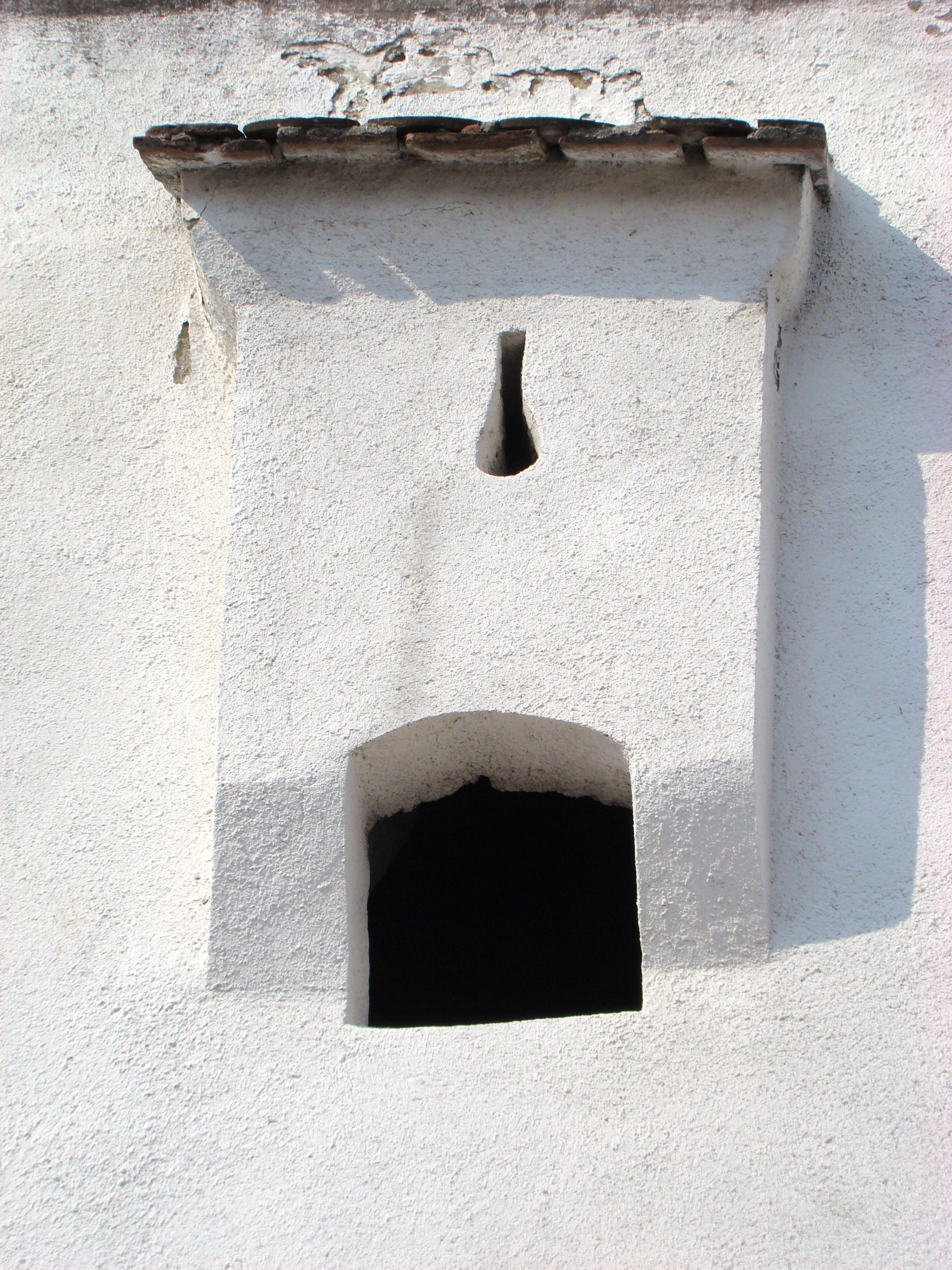
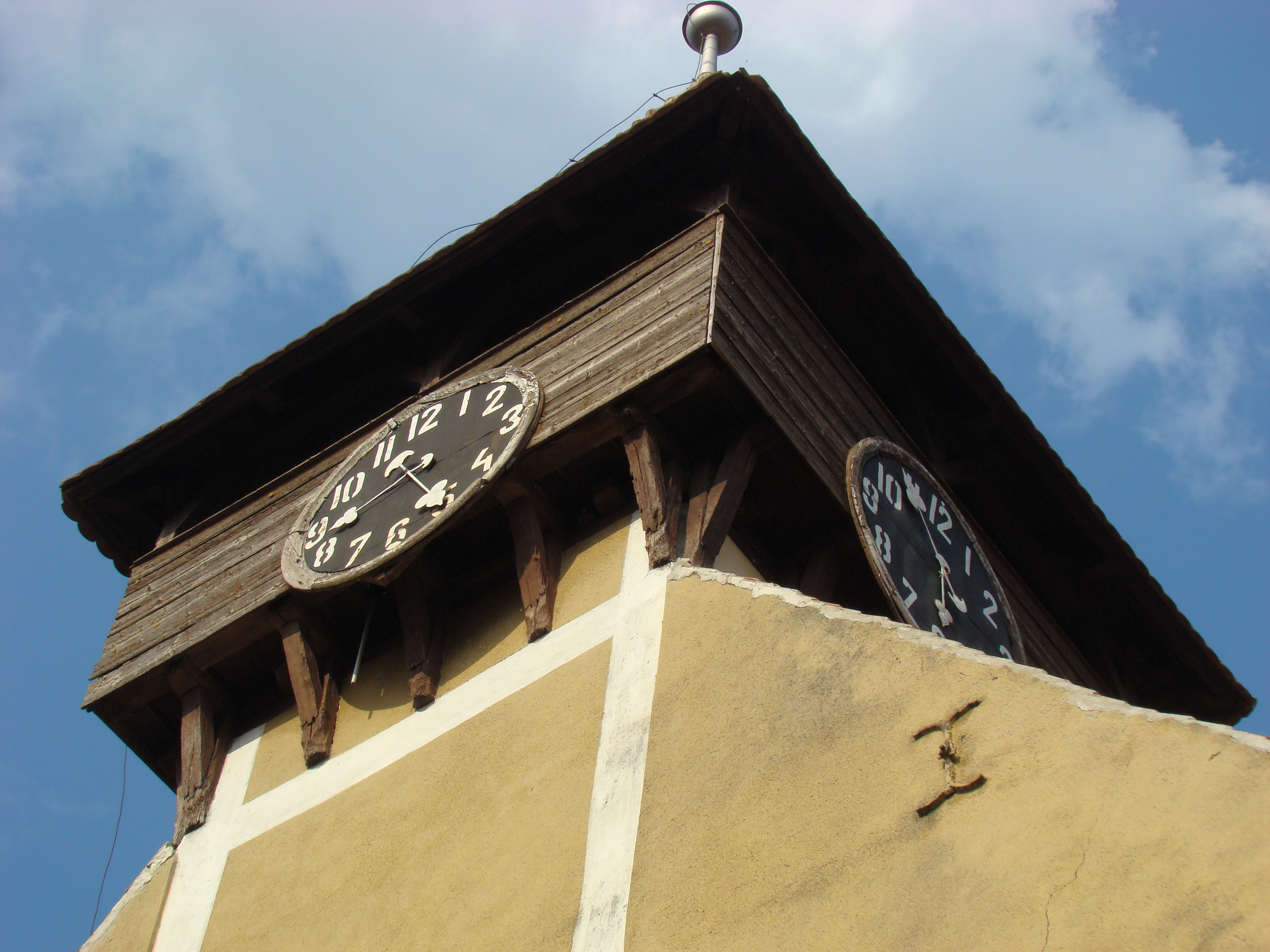
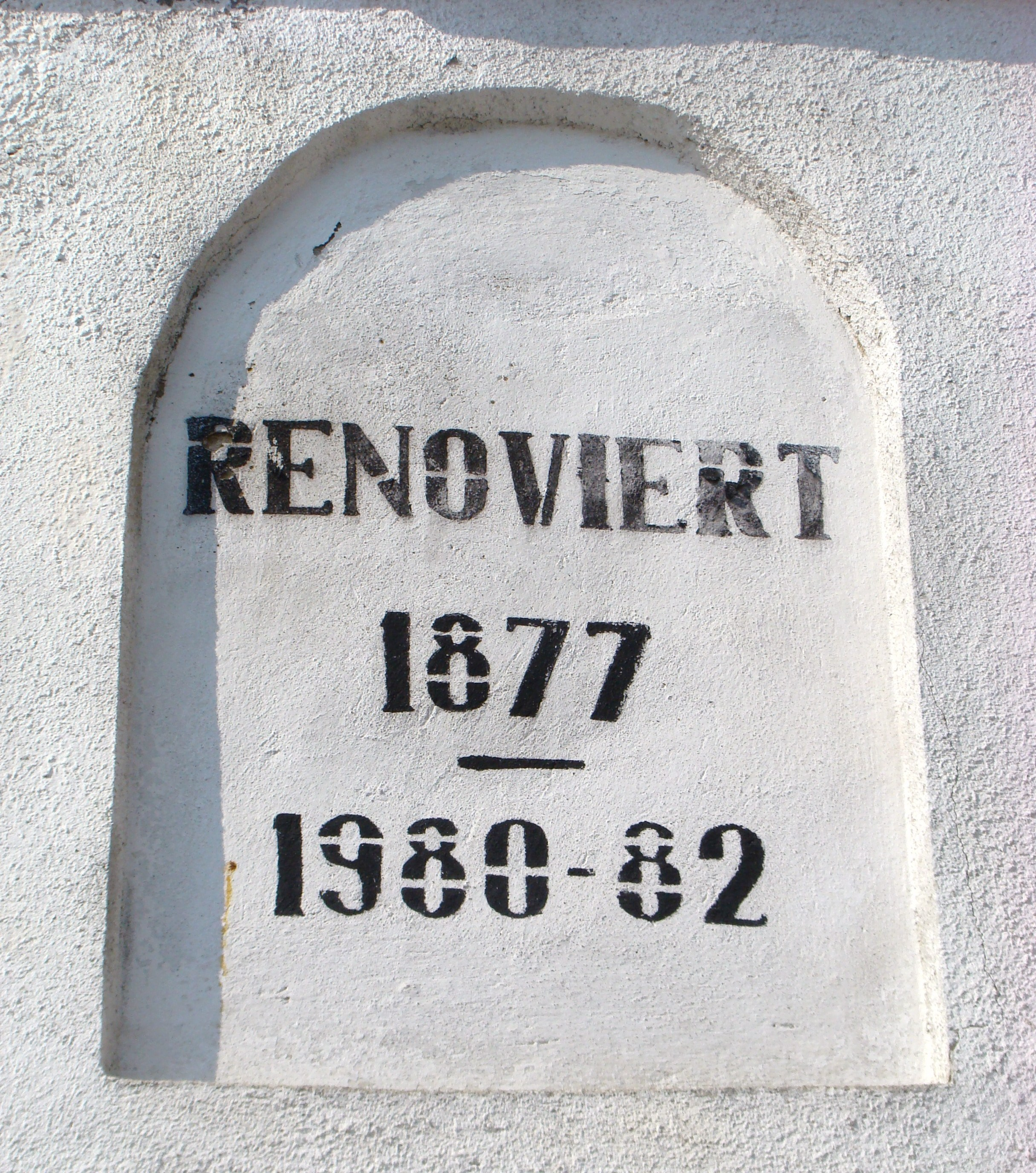
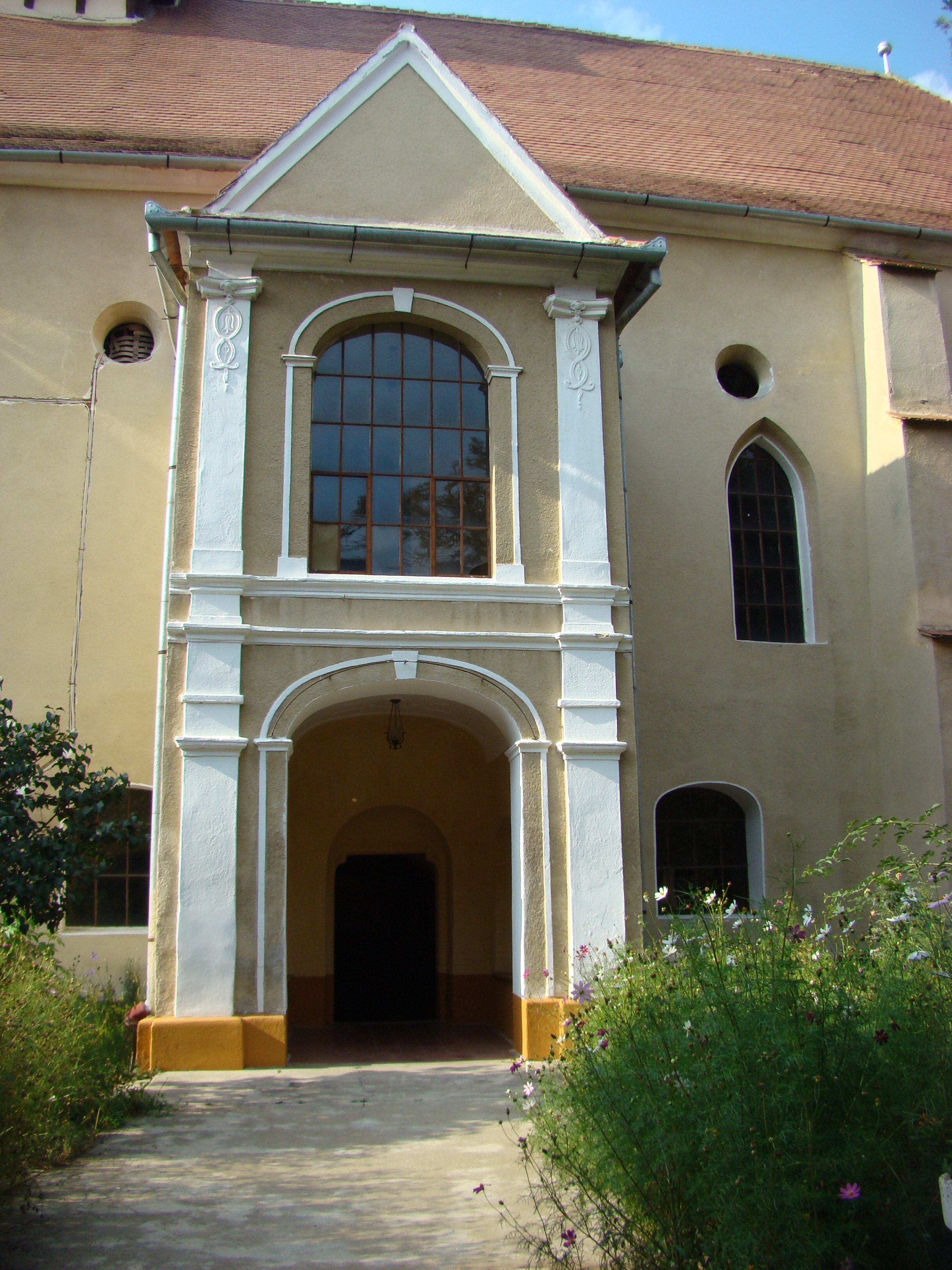
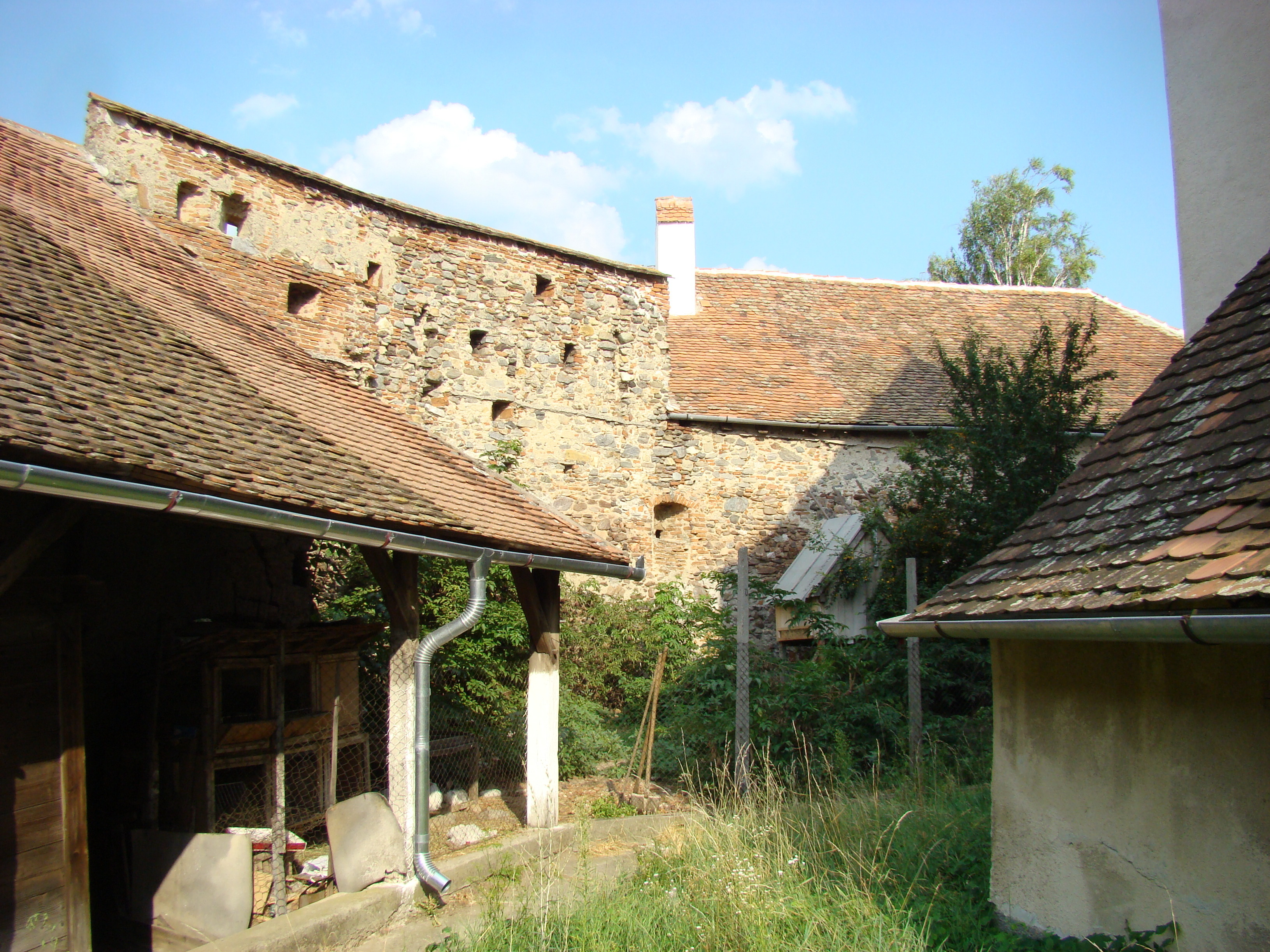
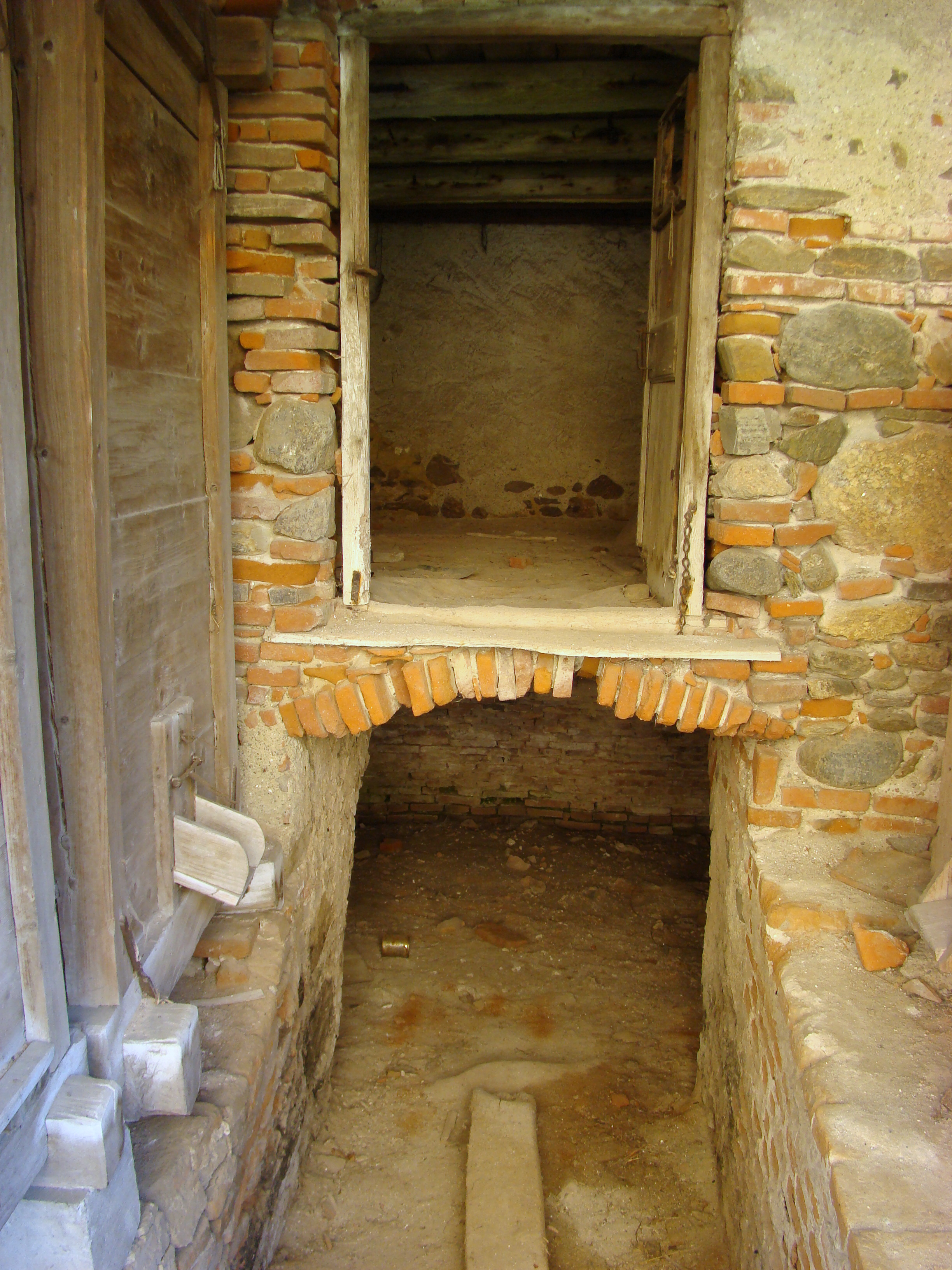
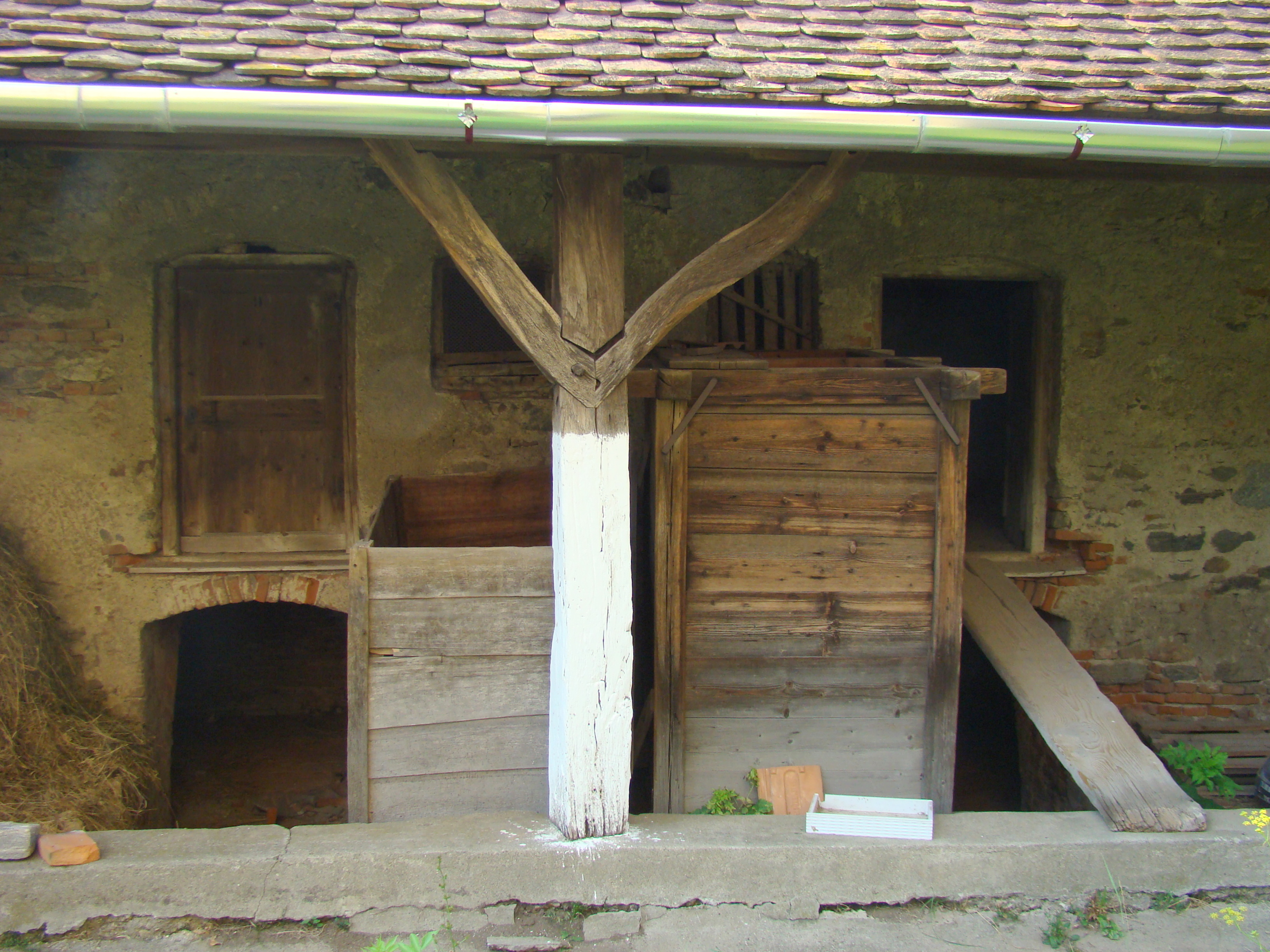
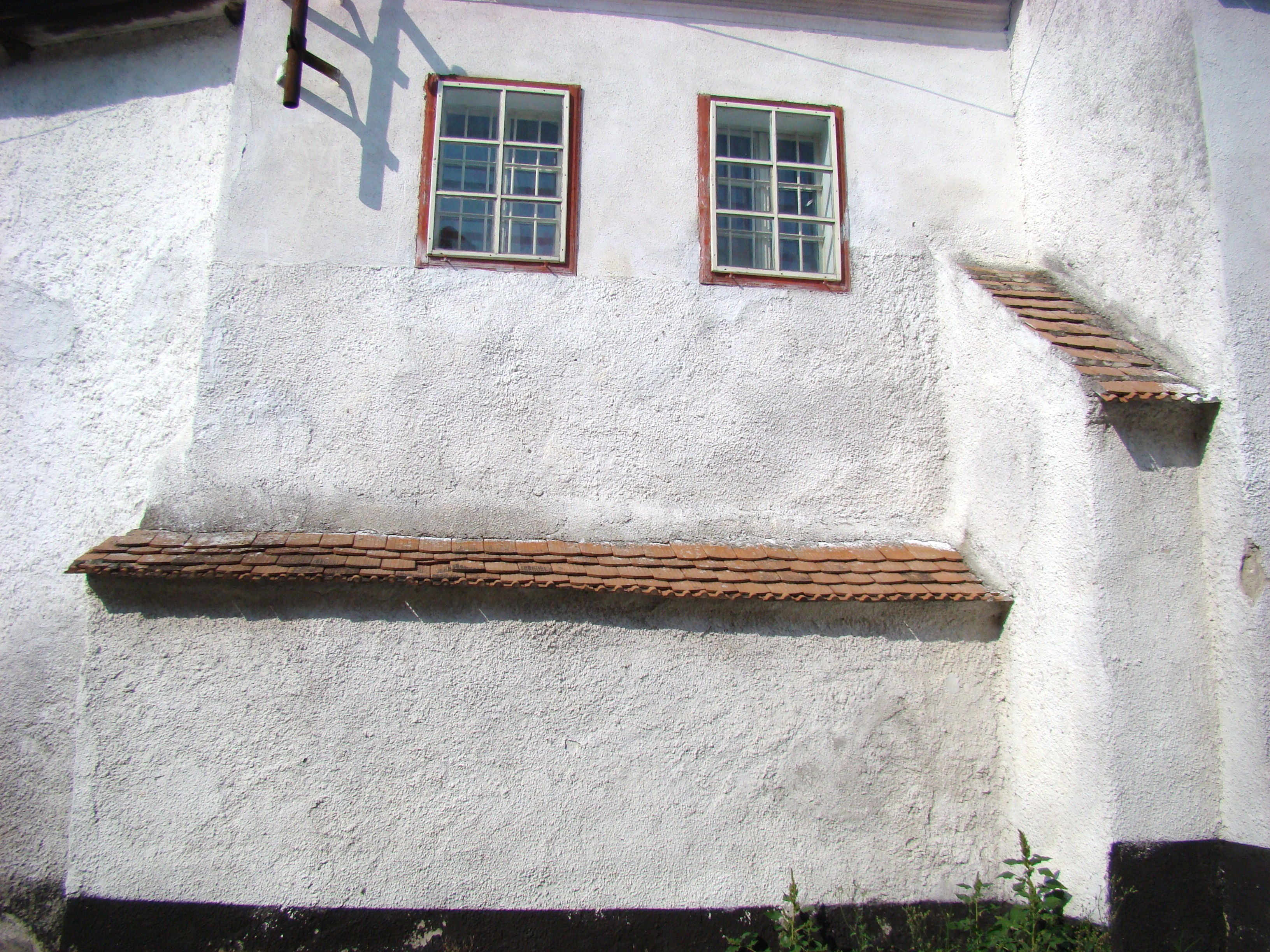
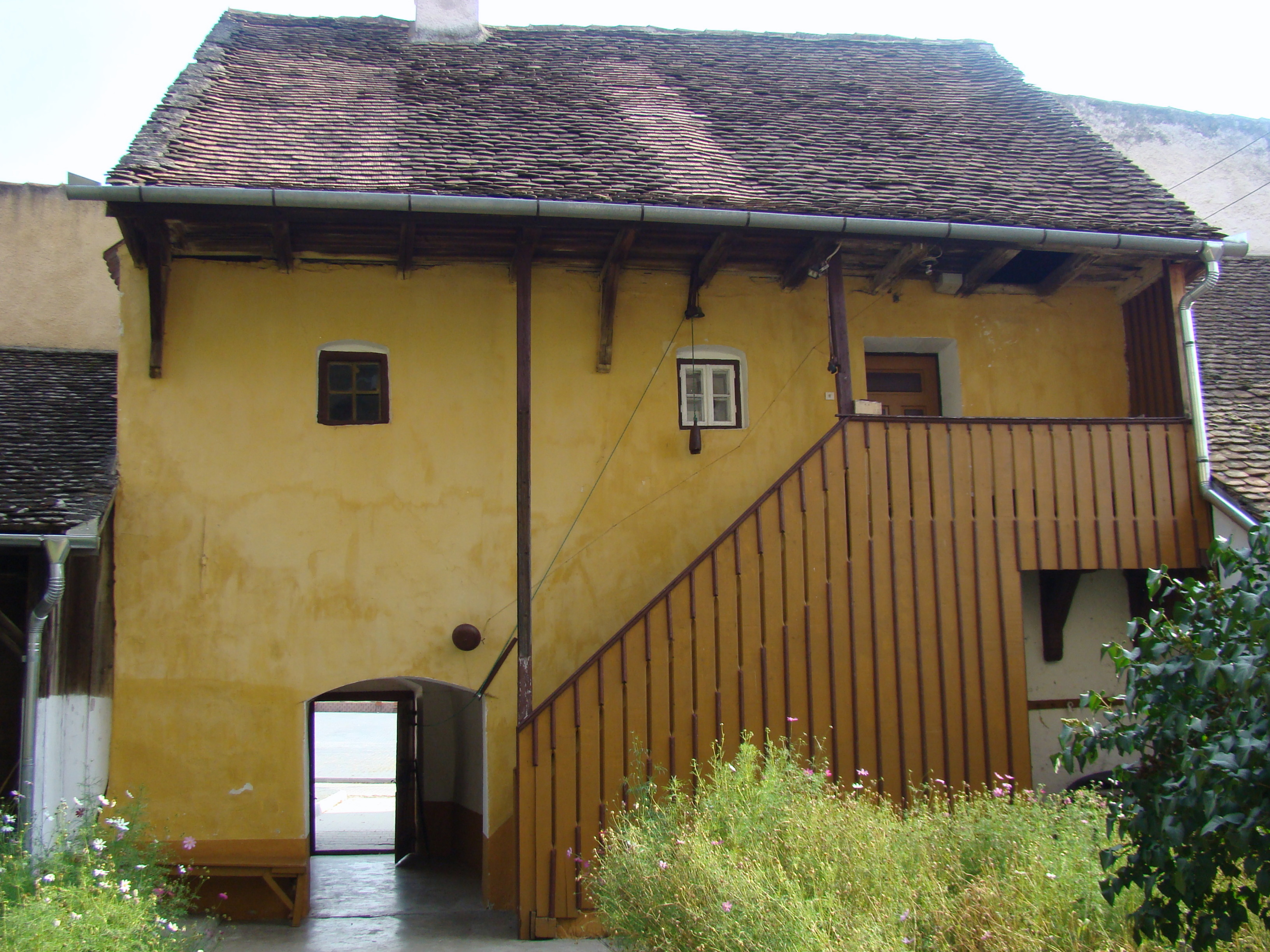
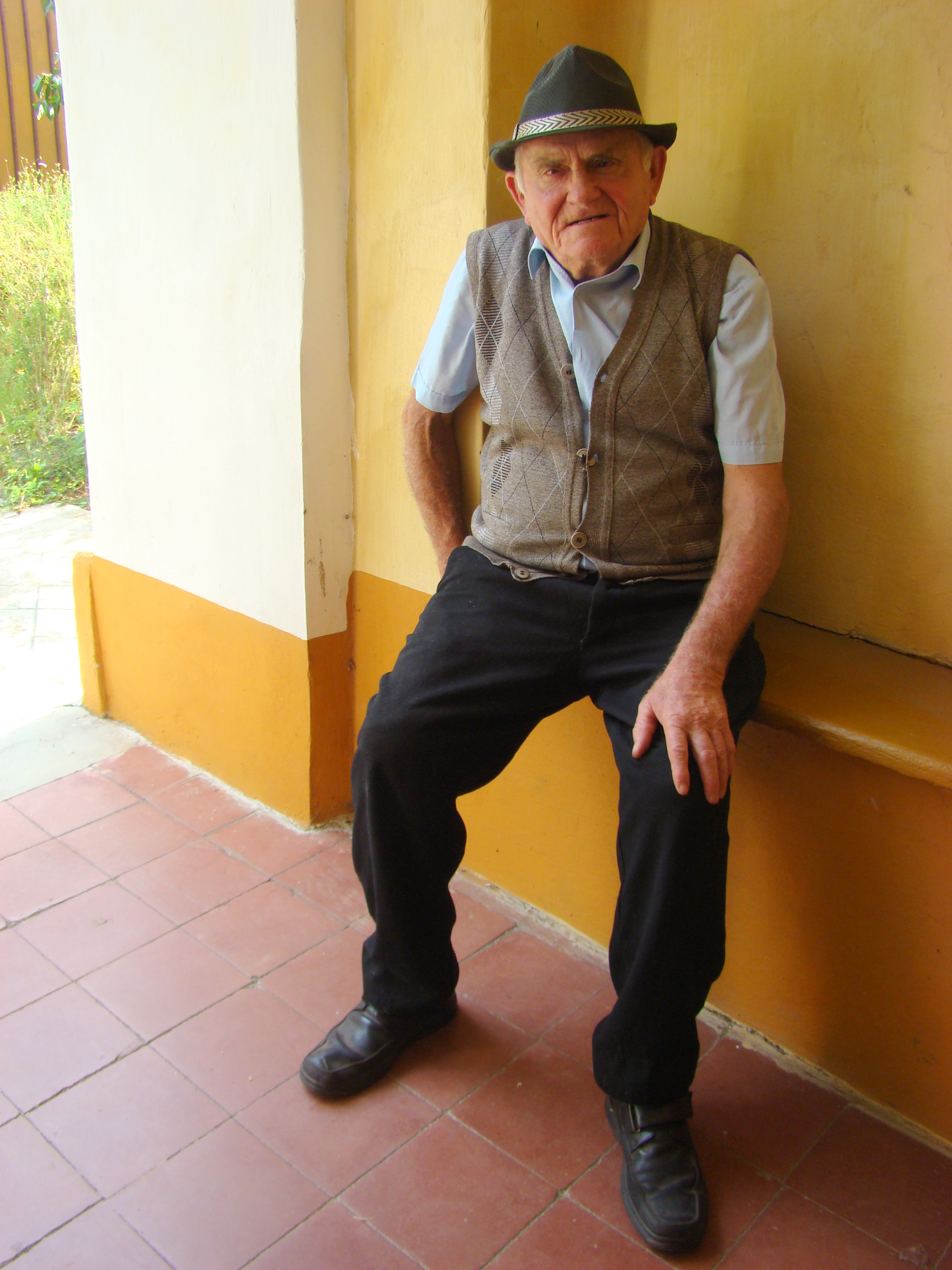
Curatorul bisericii

## Imagini din interior

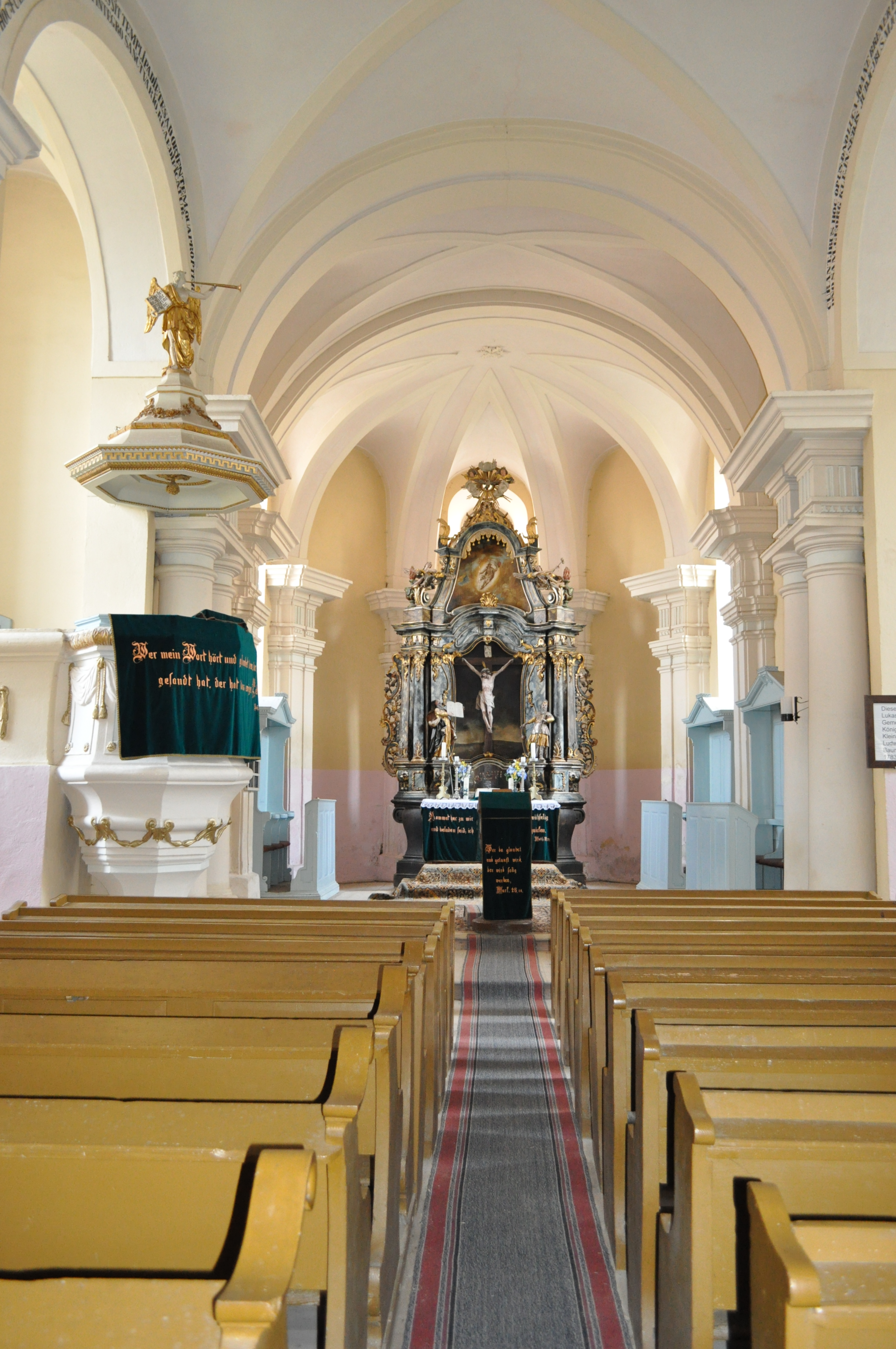
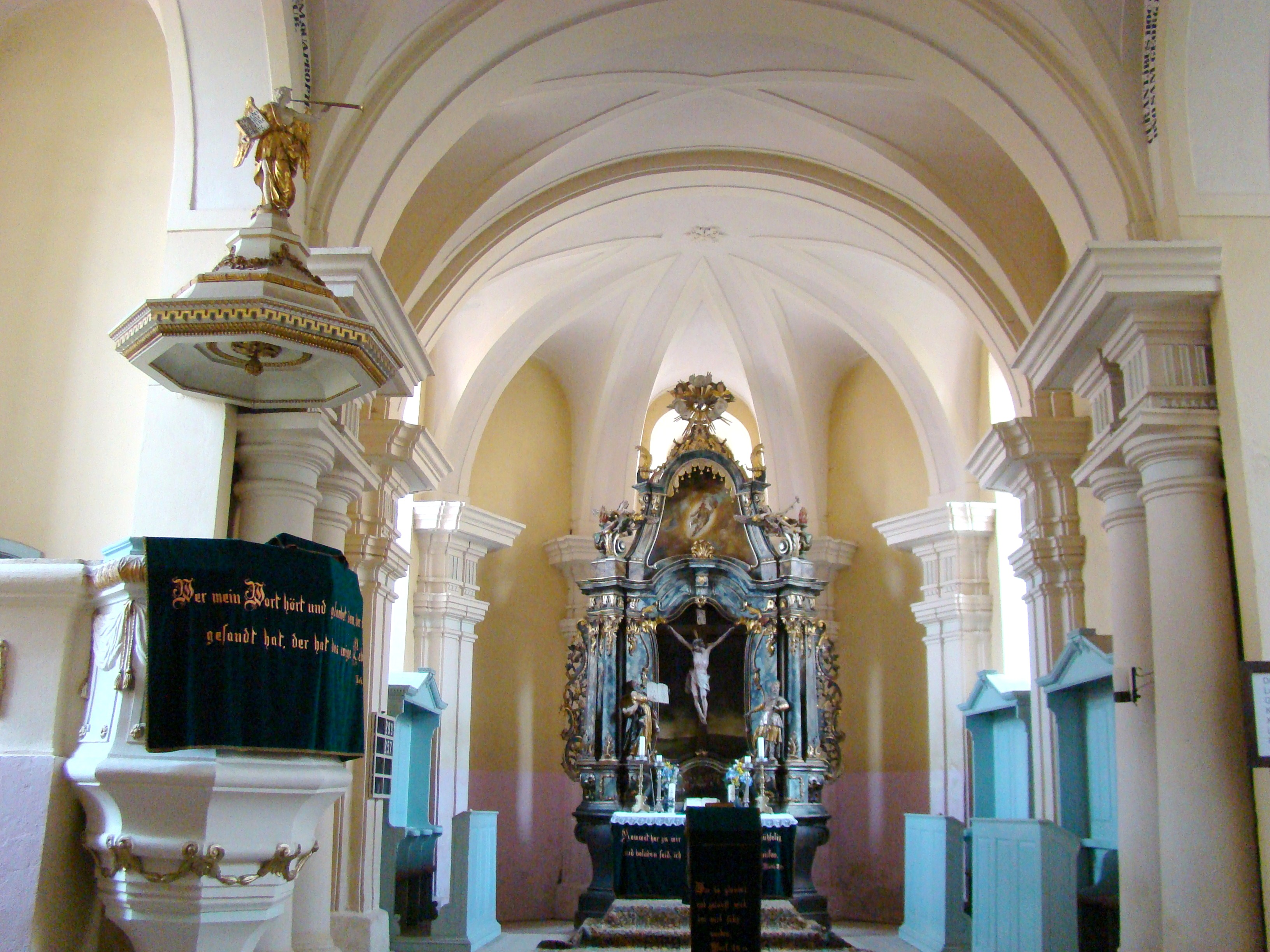
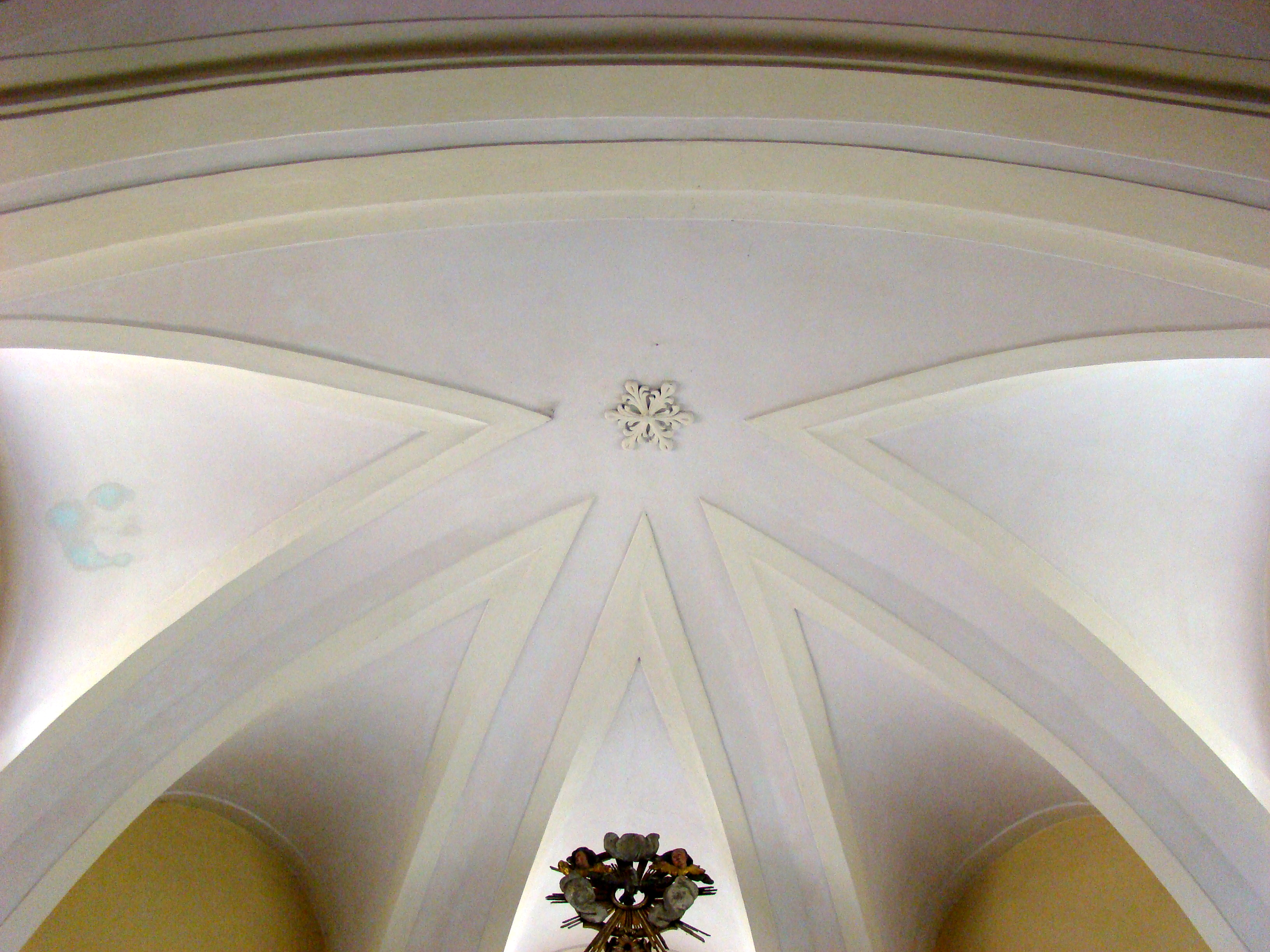
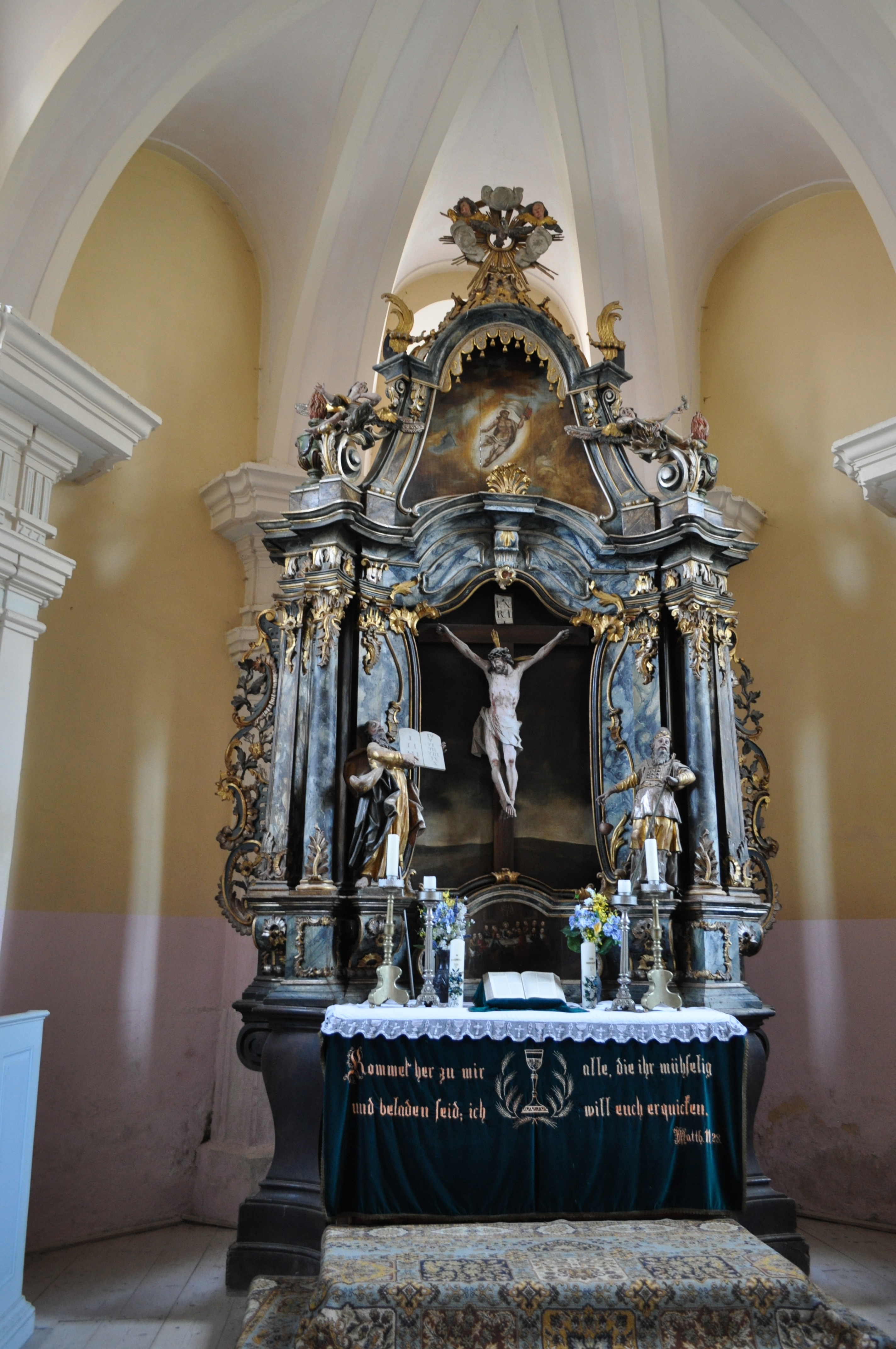
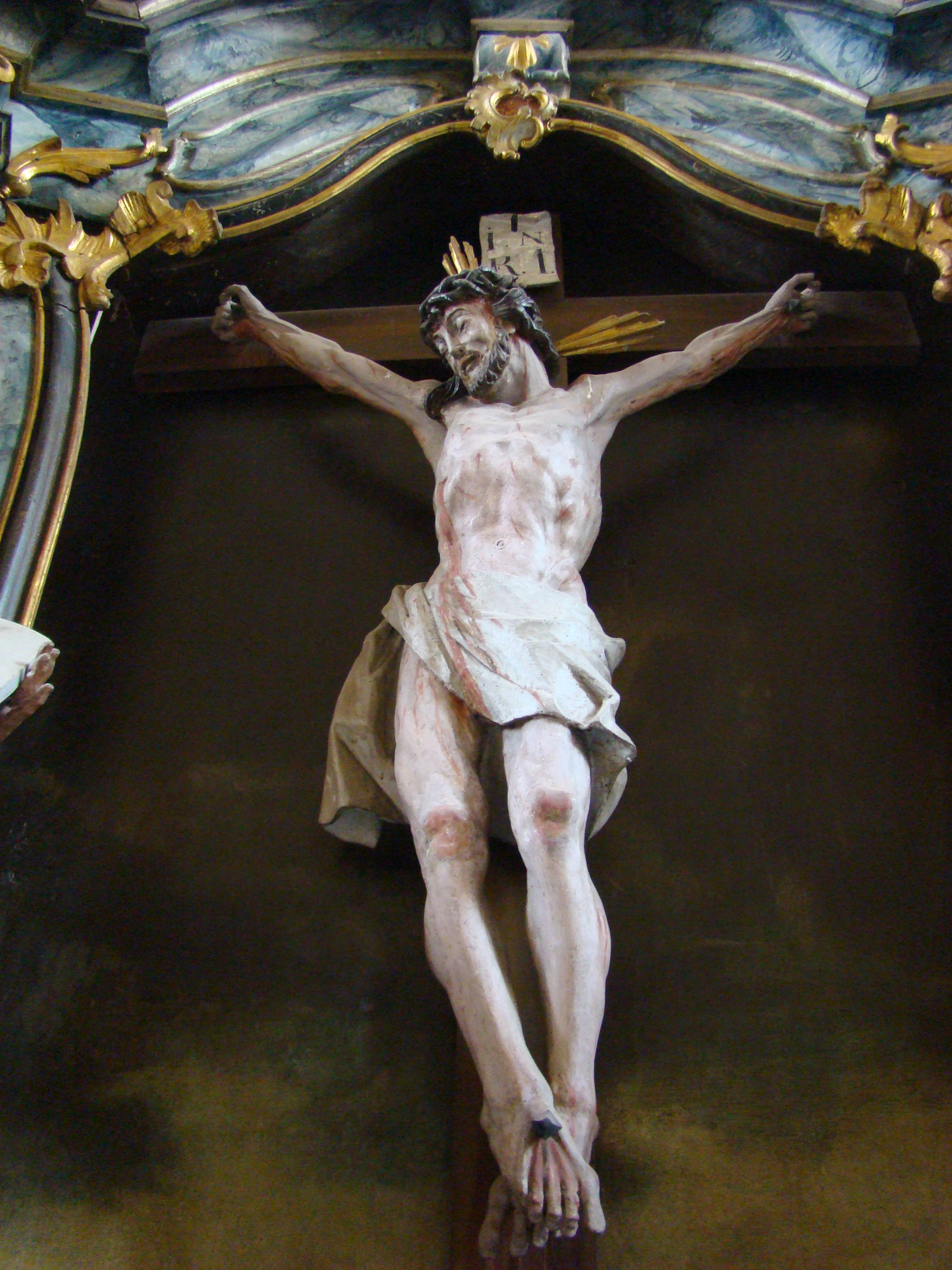
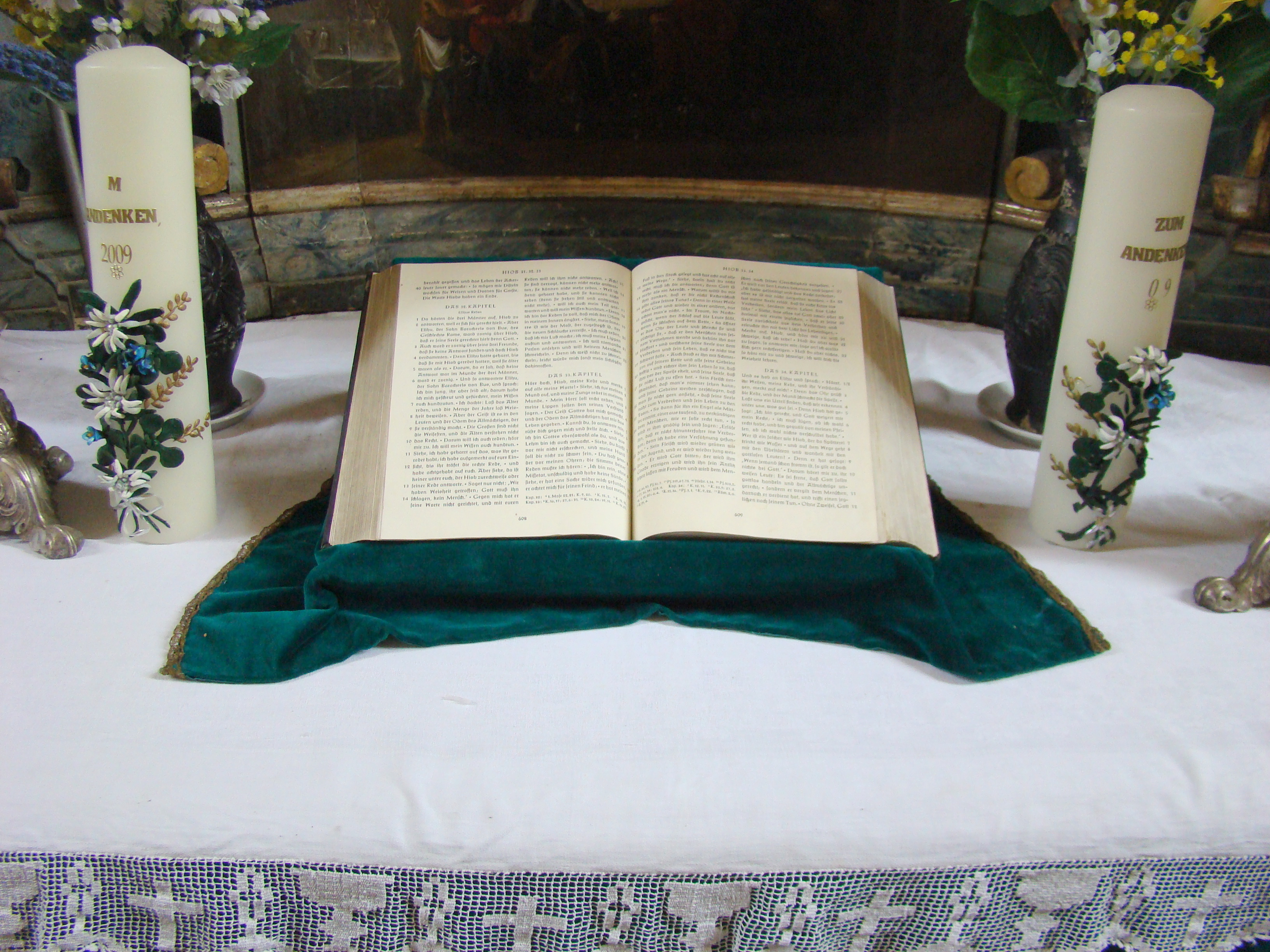
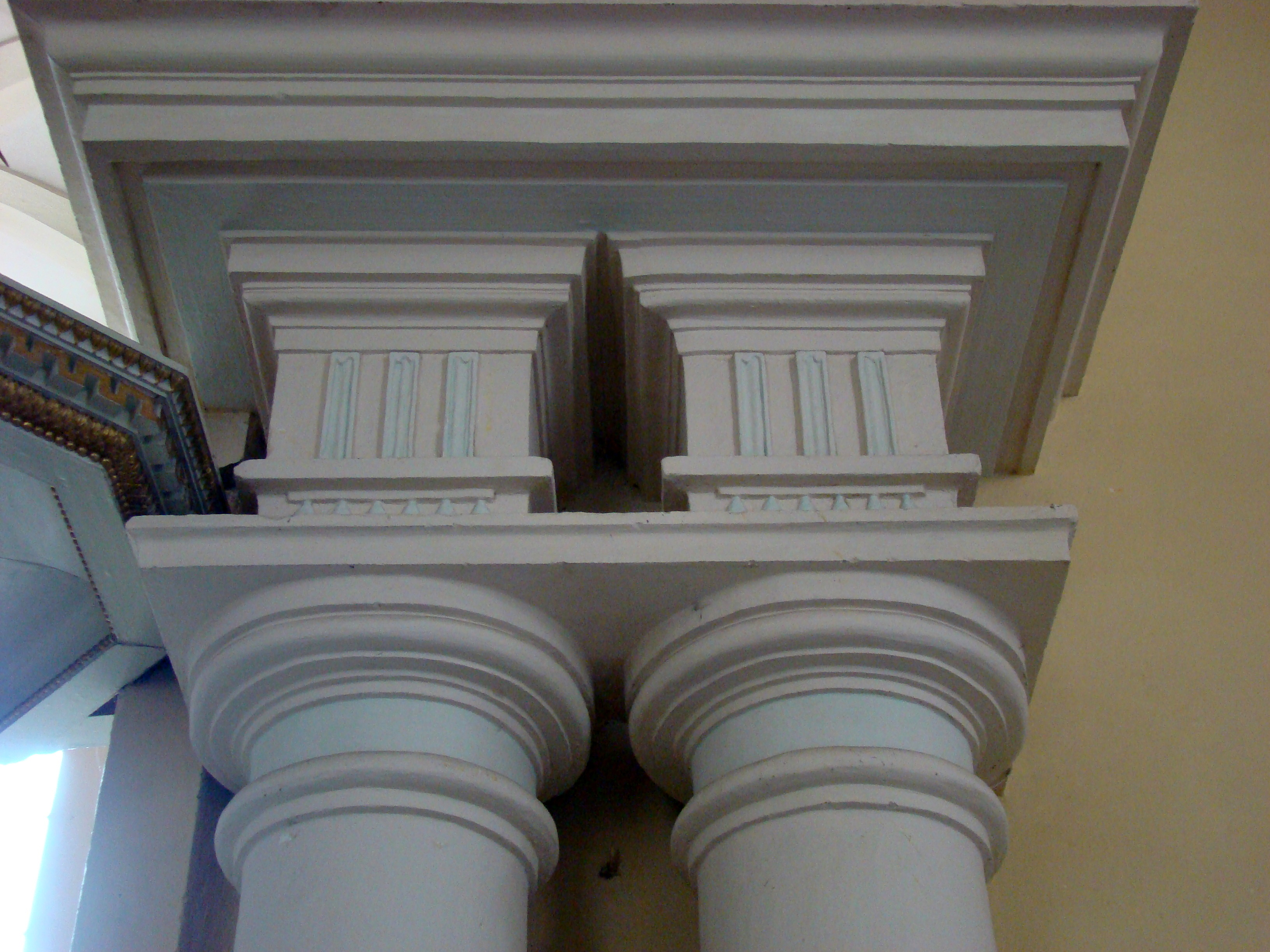
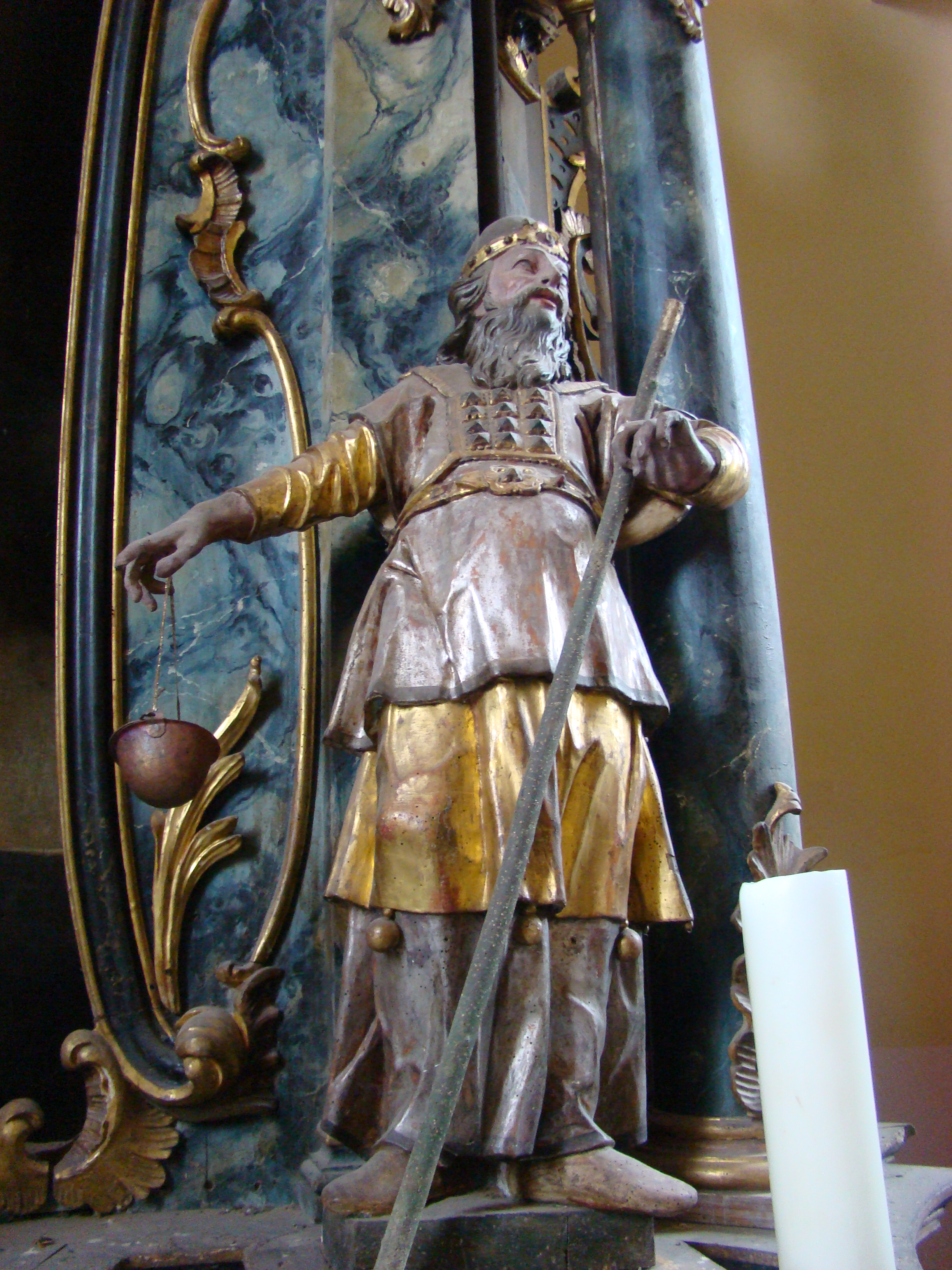
Statuia profetului Aaron care flanchează tabloul altarului
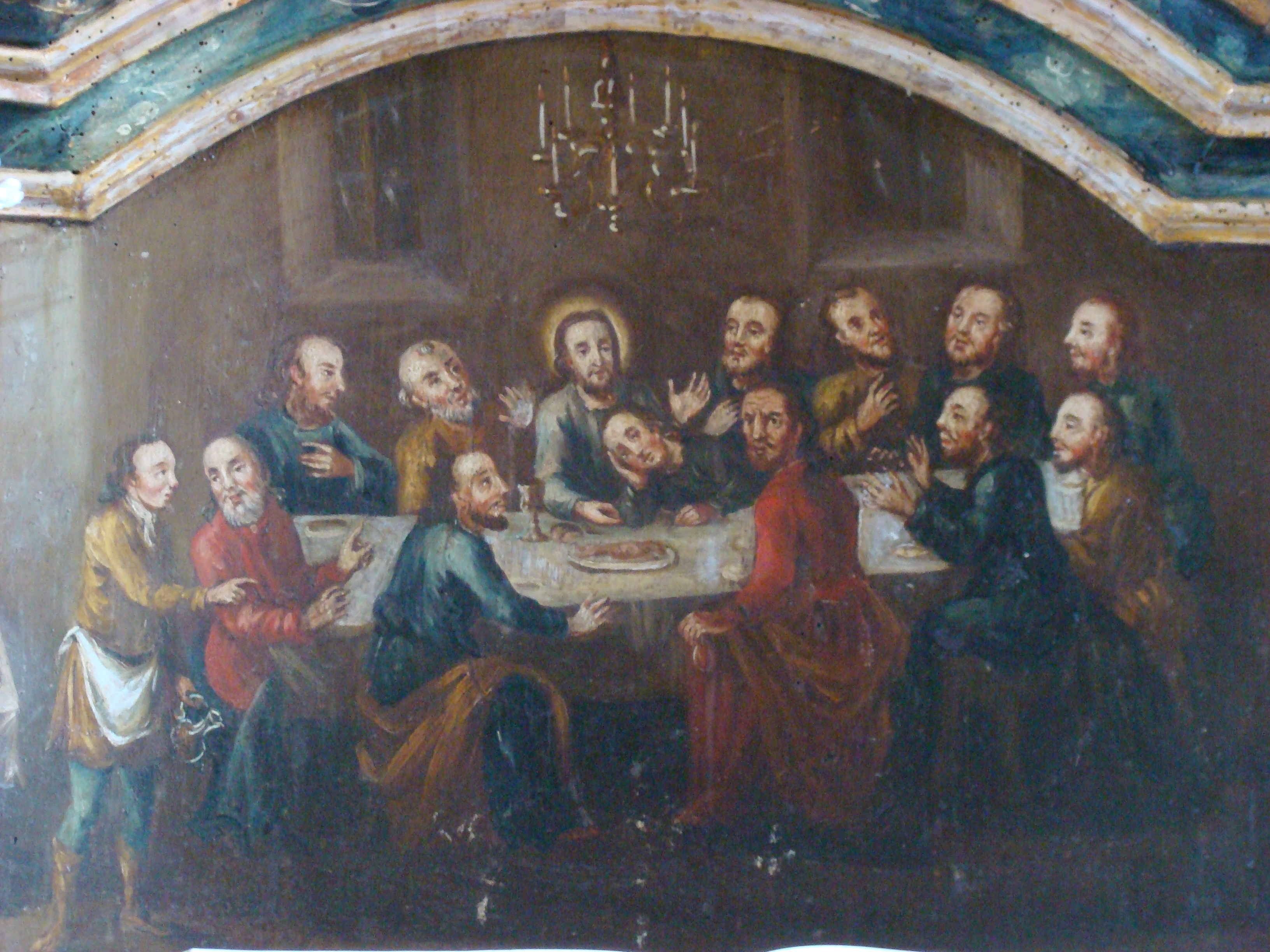
Cina cea de Taină
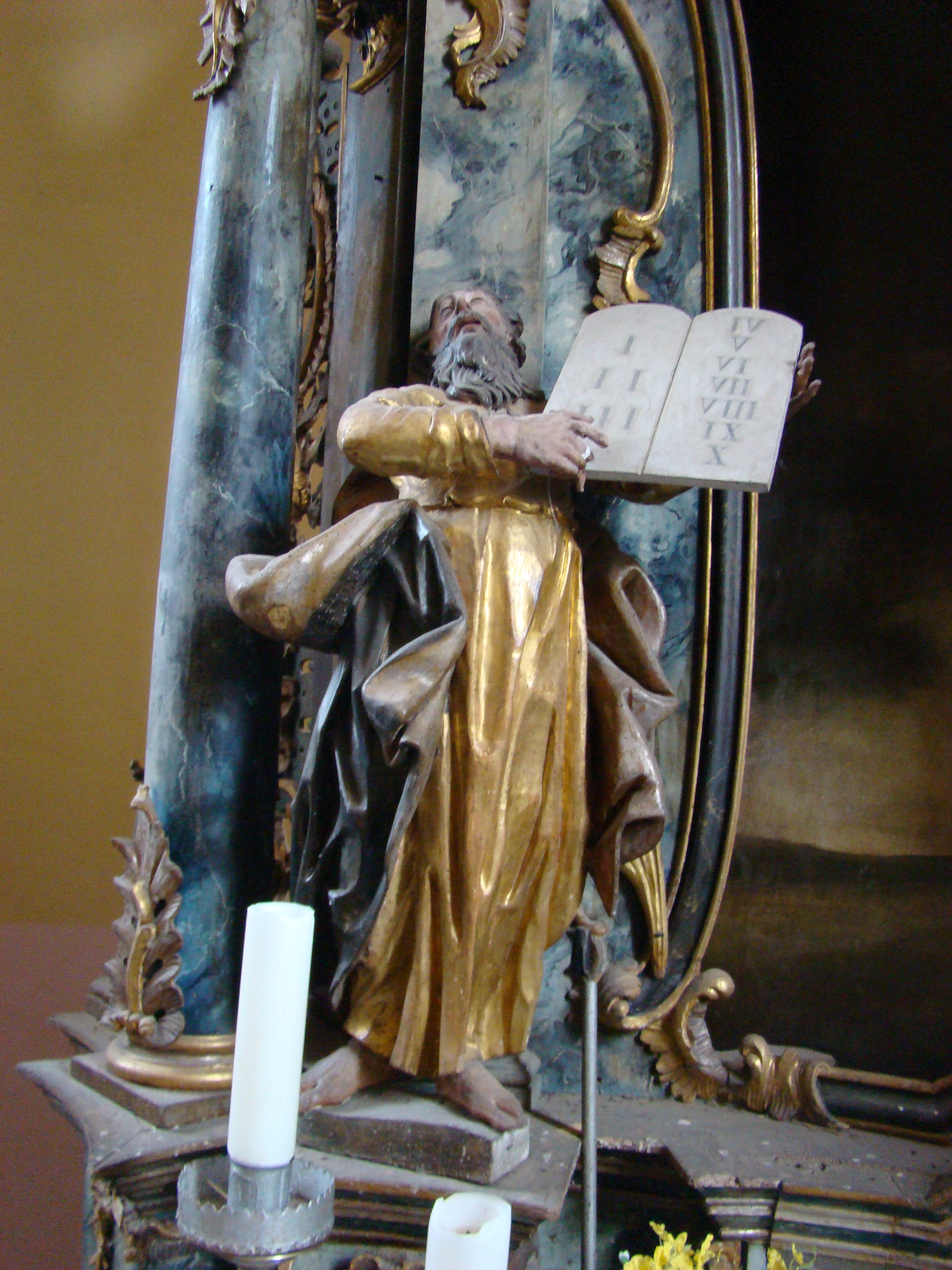
Moise și cele 10 porunci
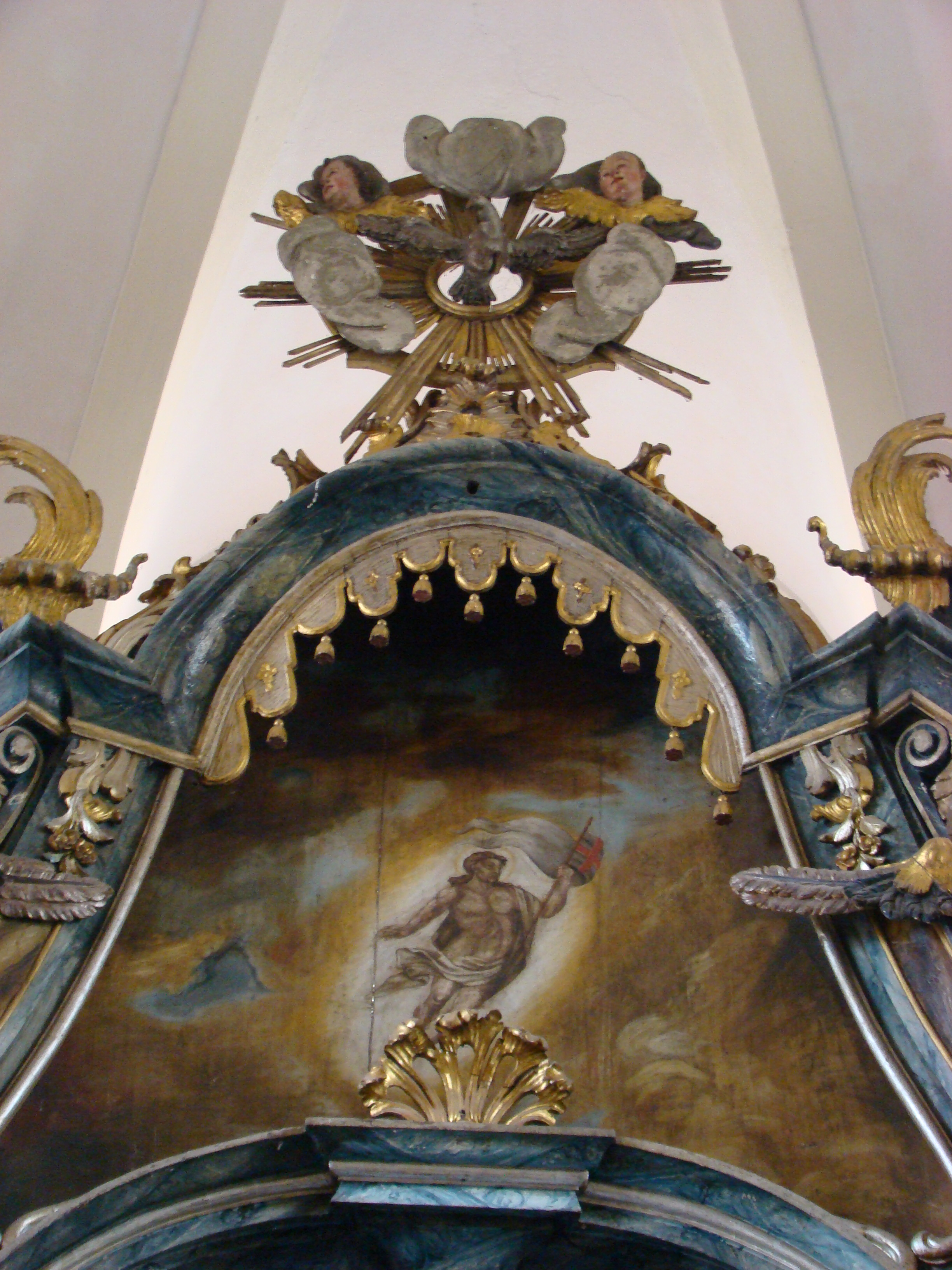
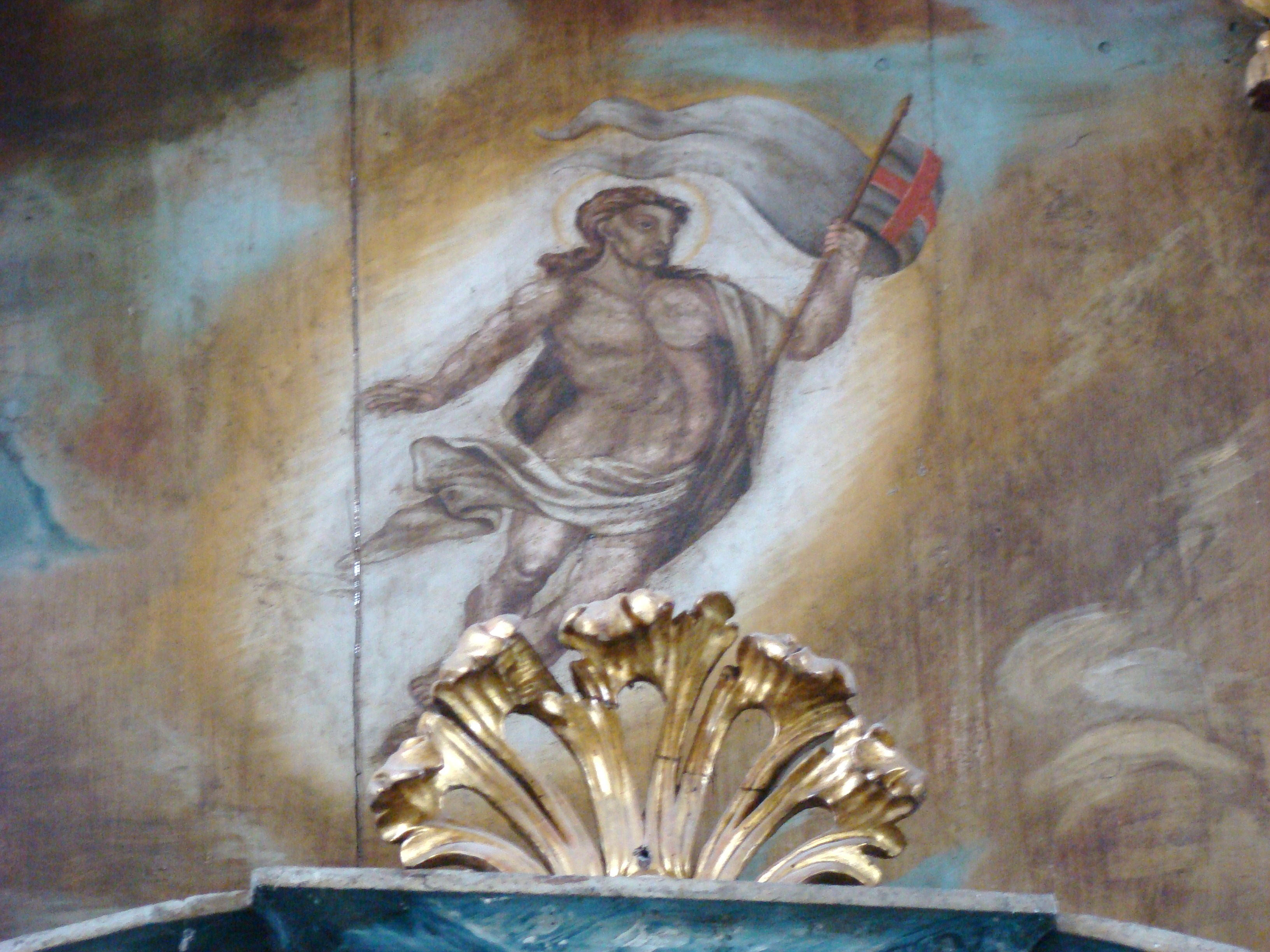
Învierea Domnului
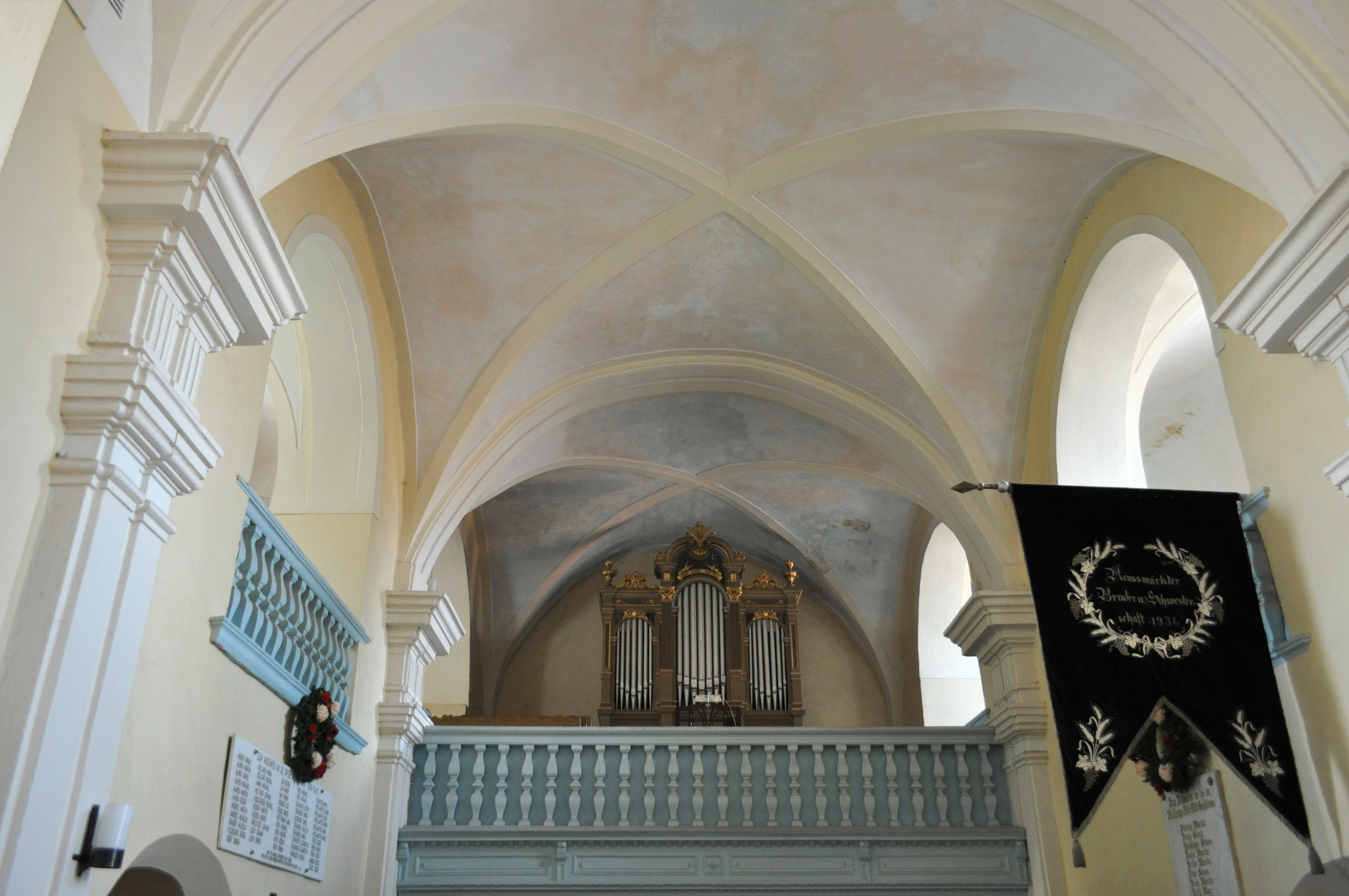
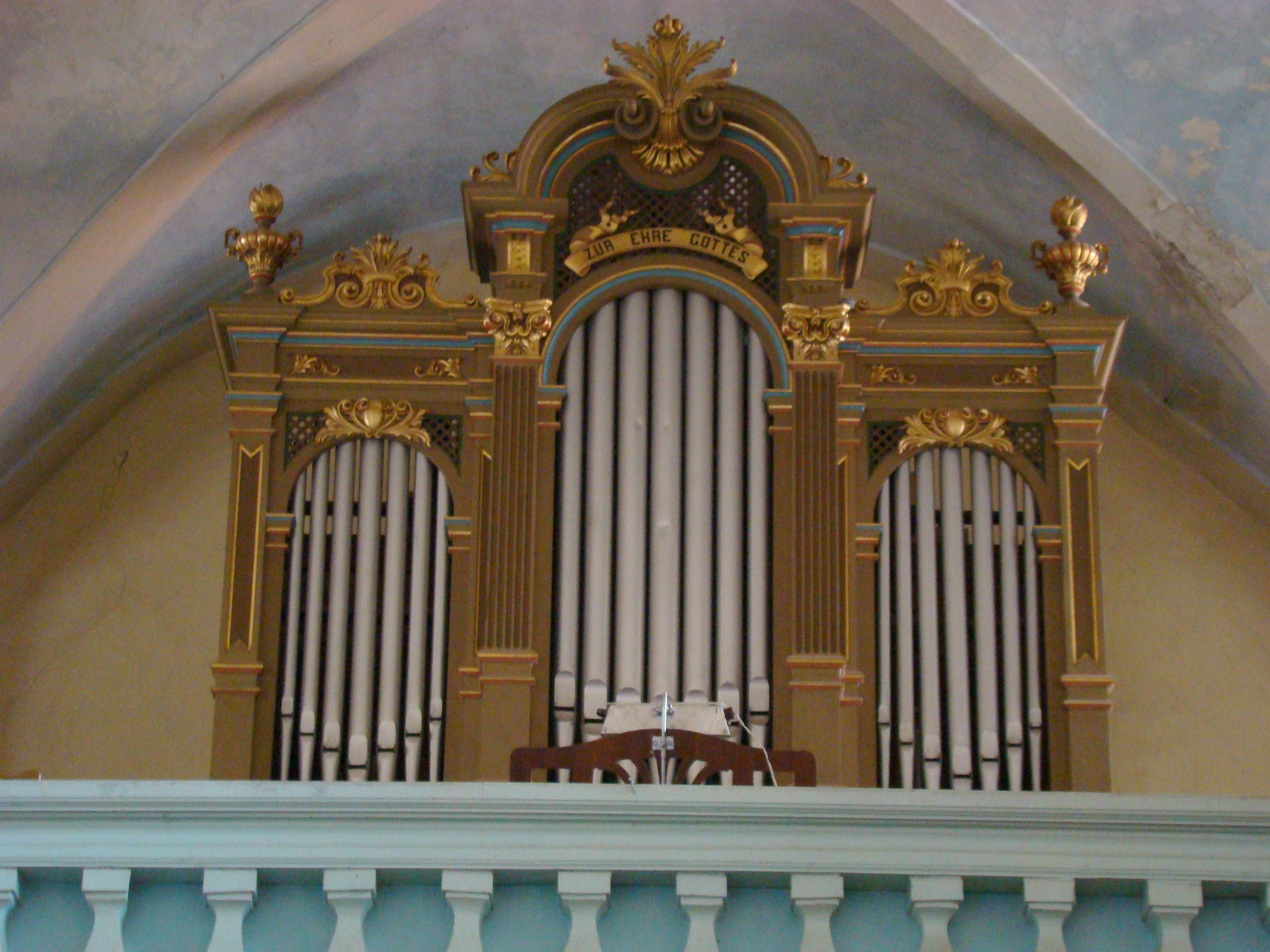
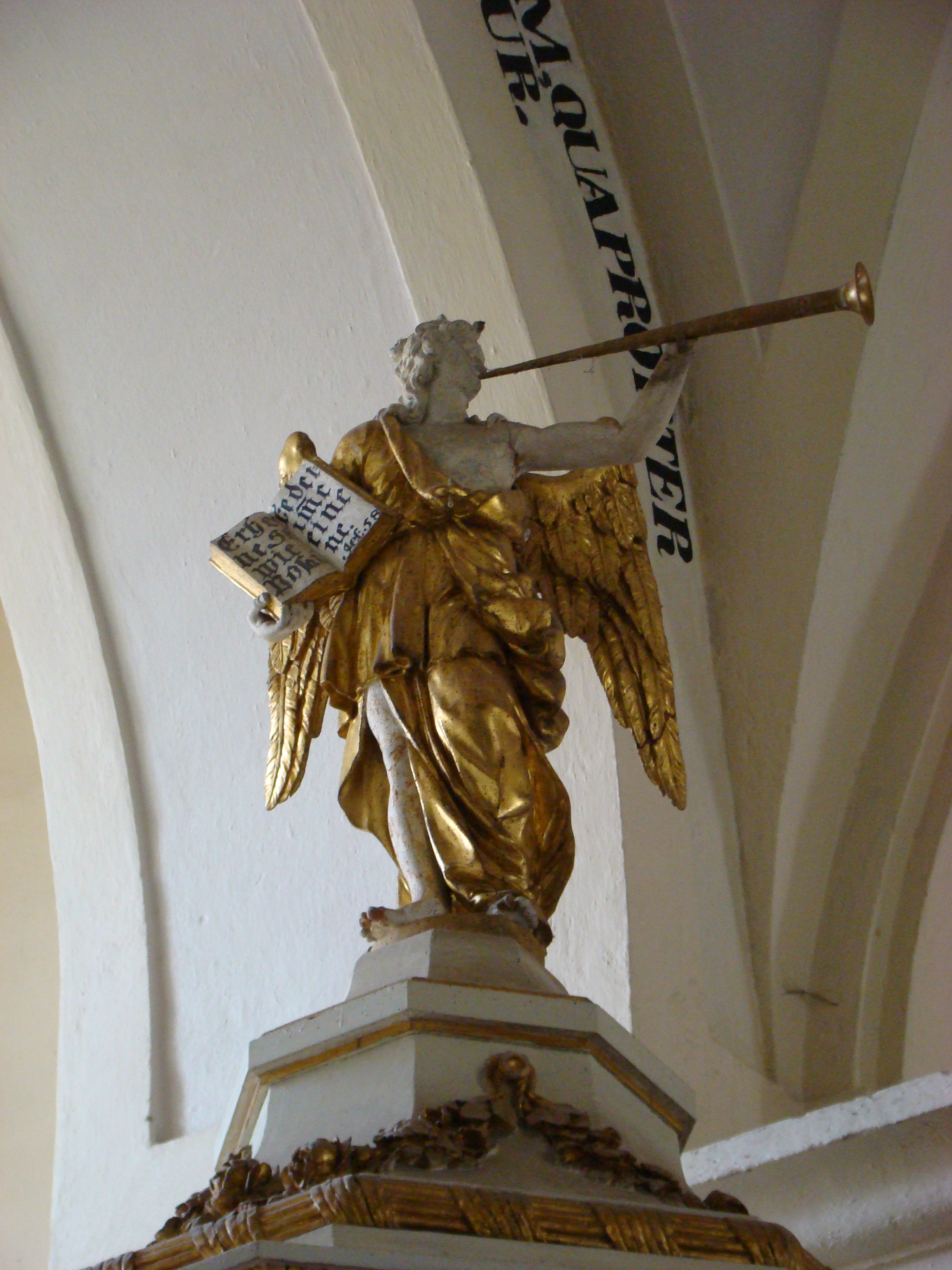
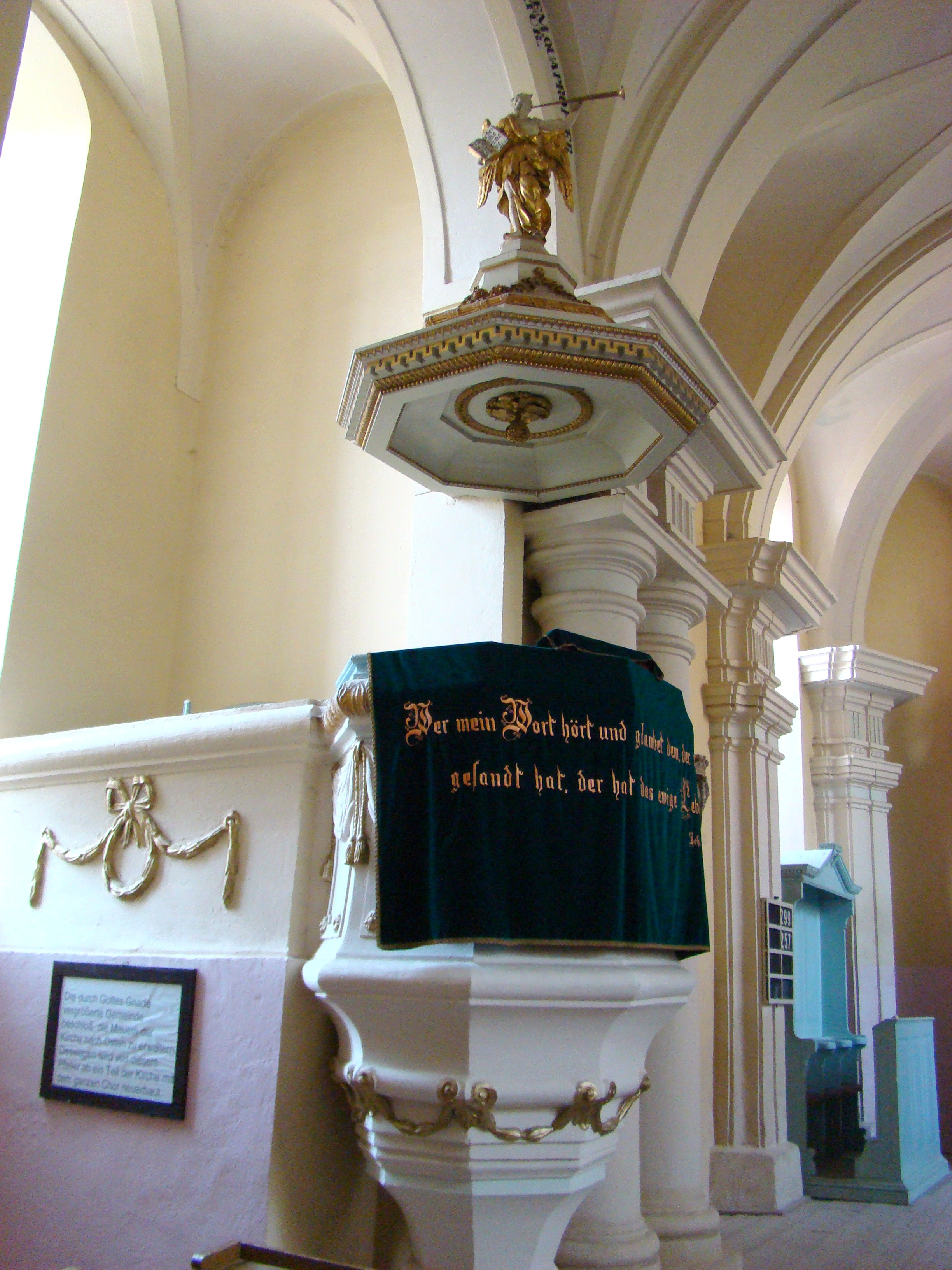
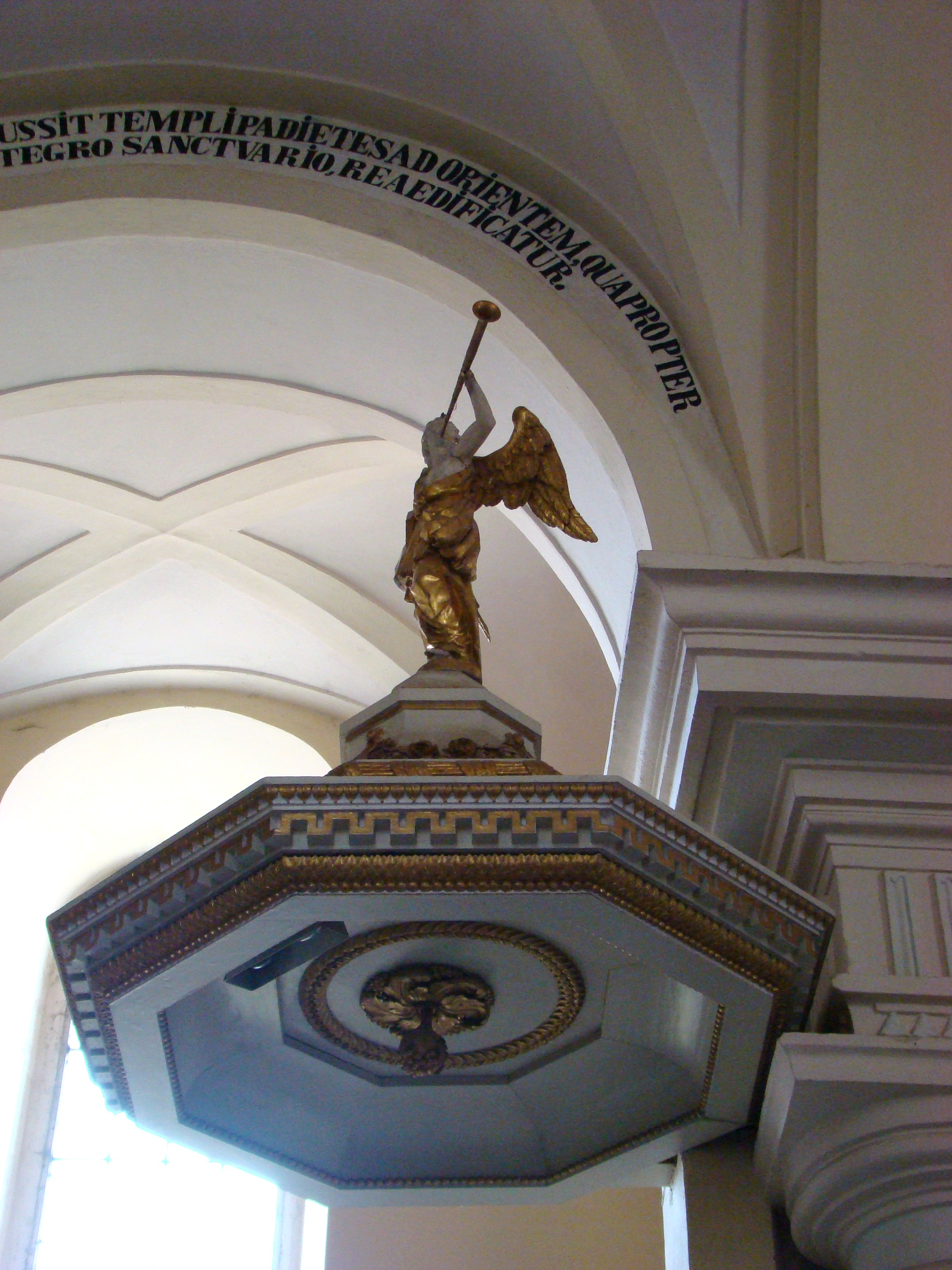
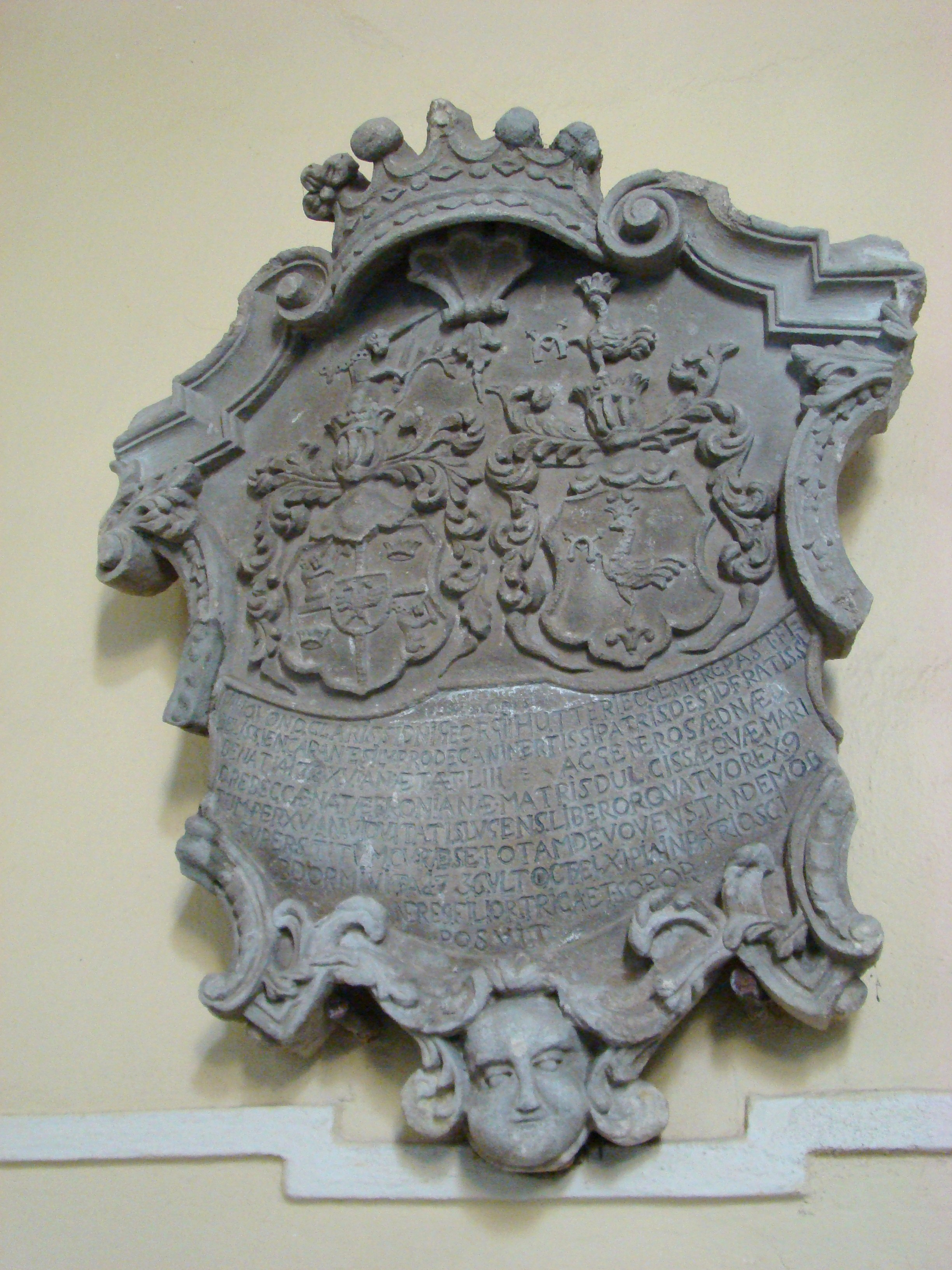
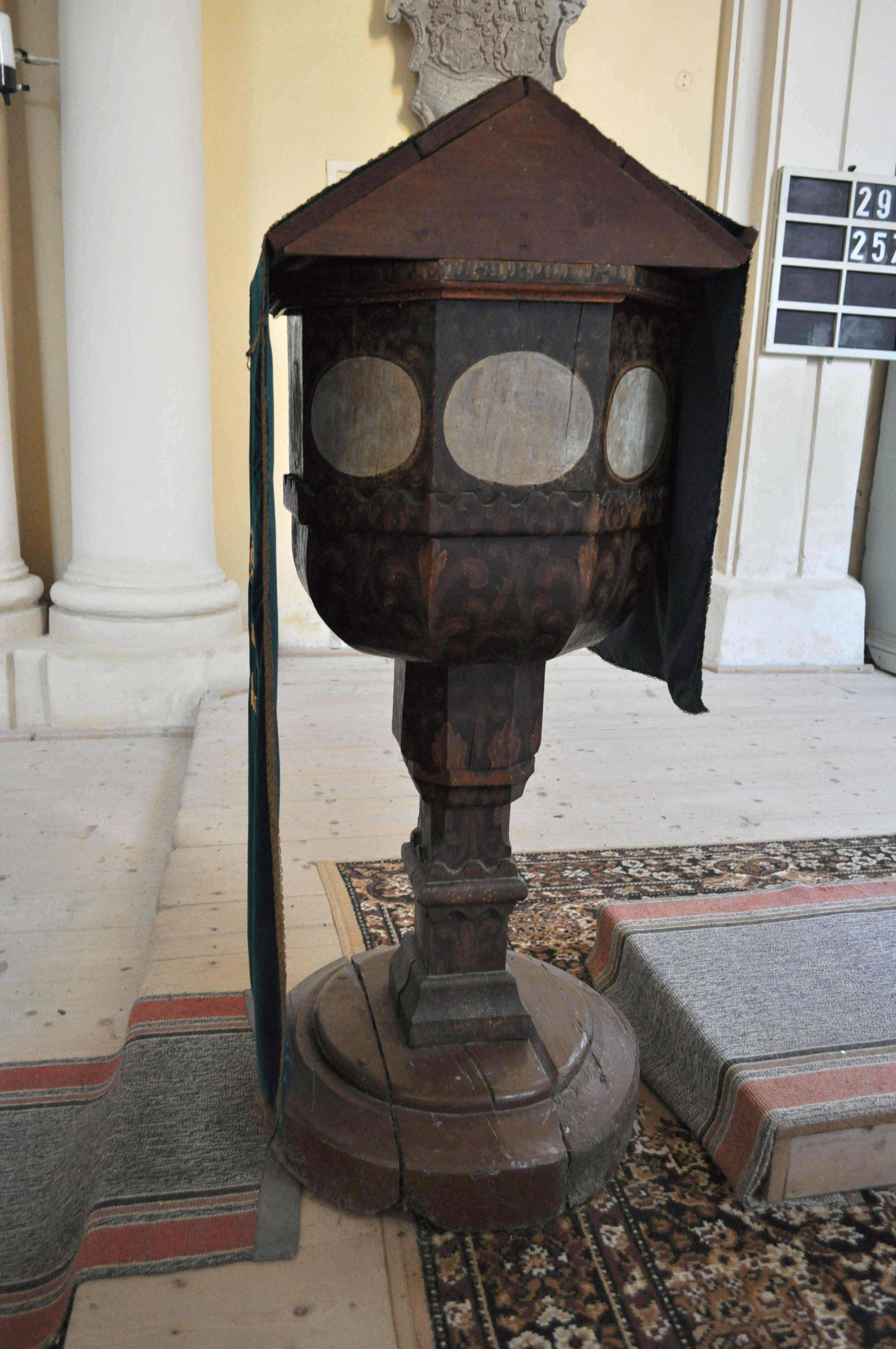
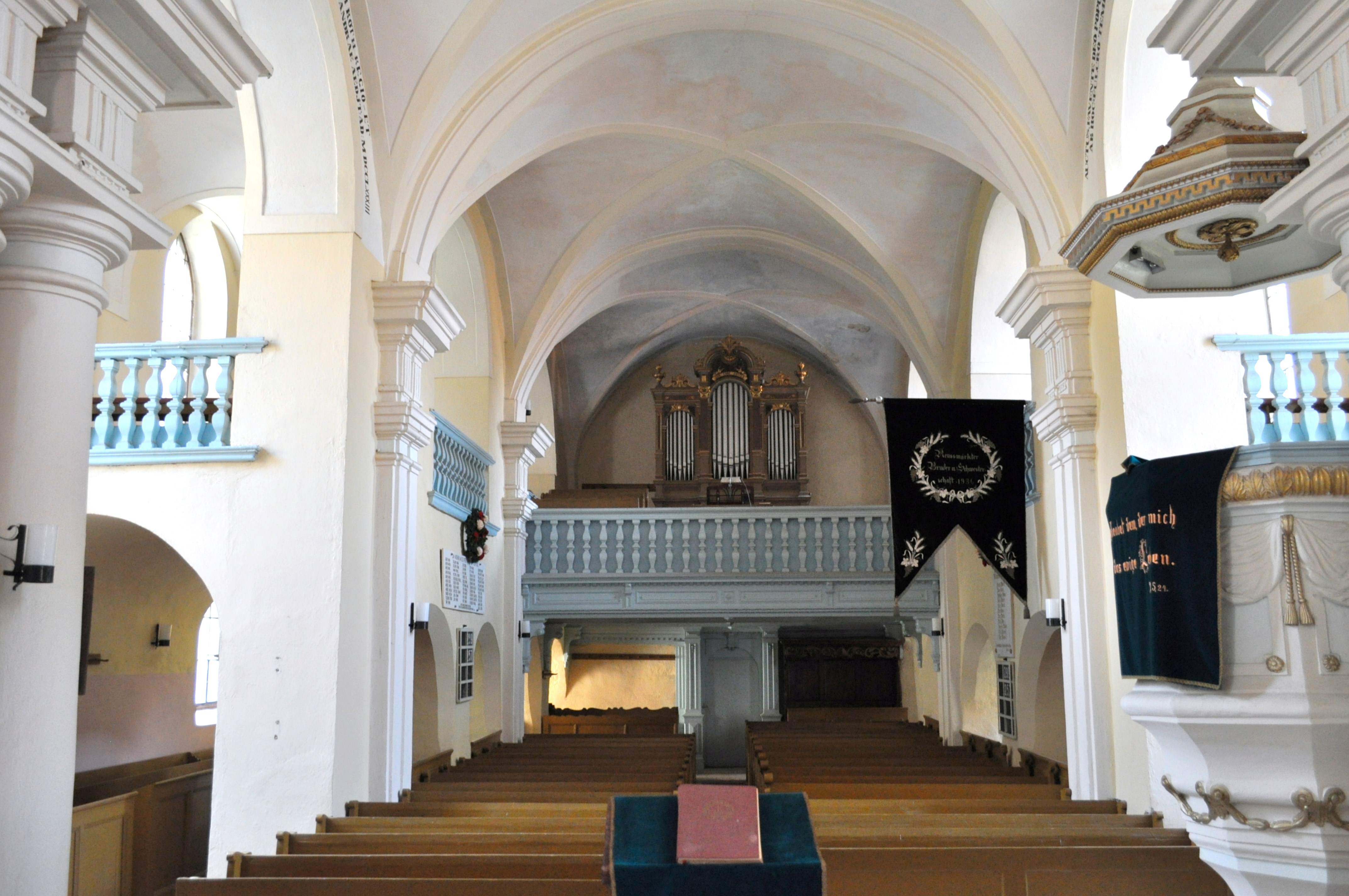
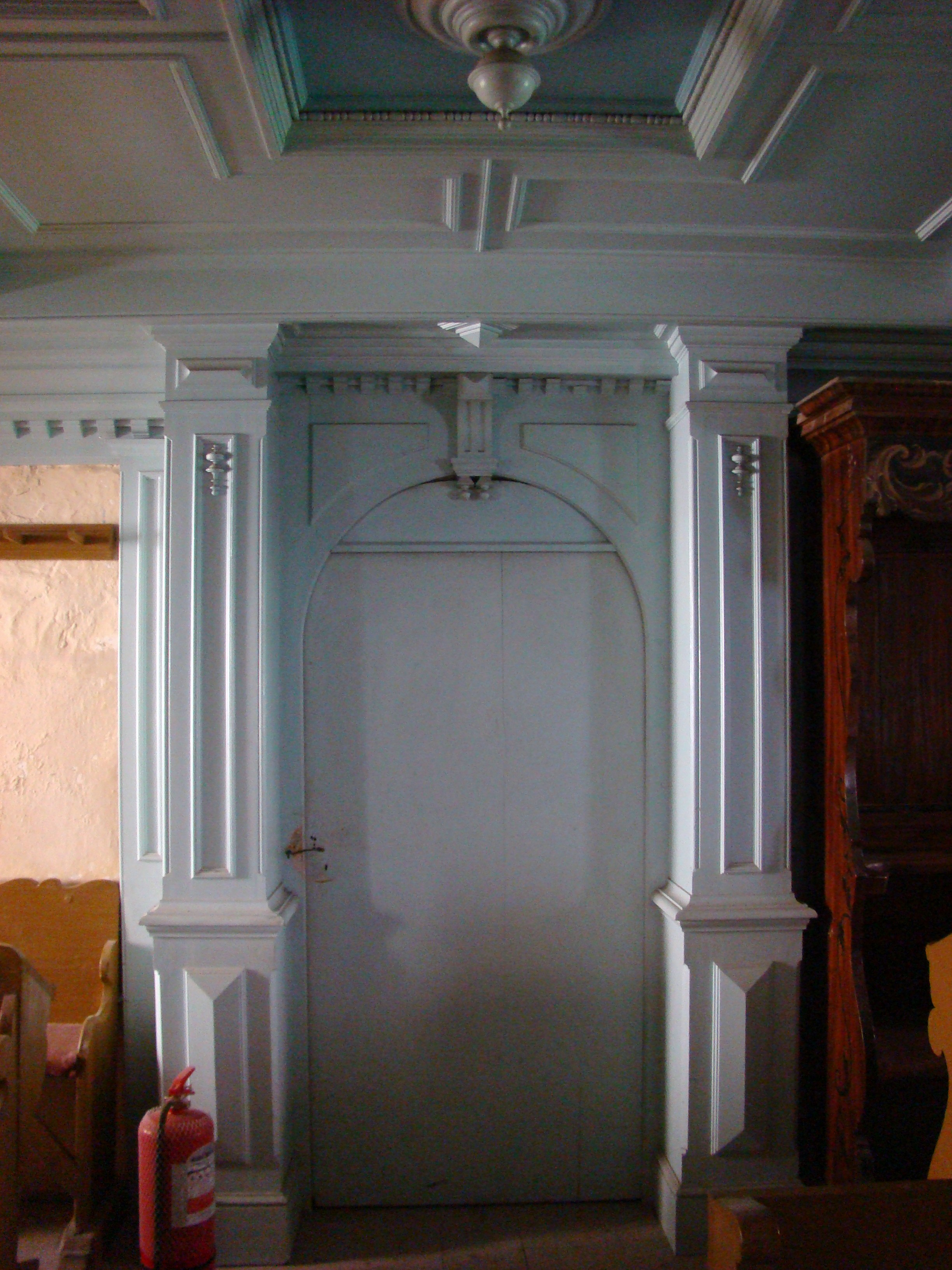
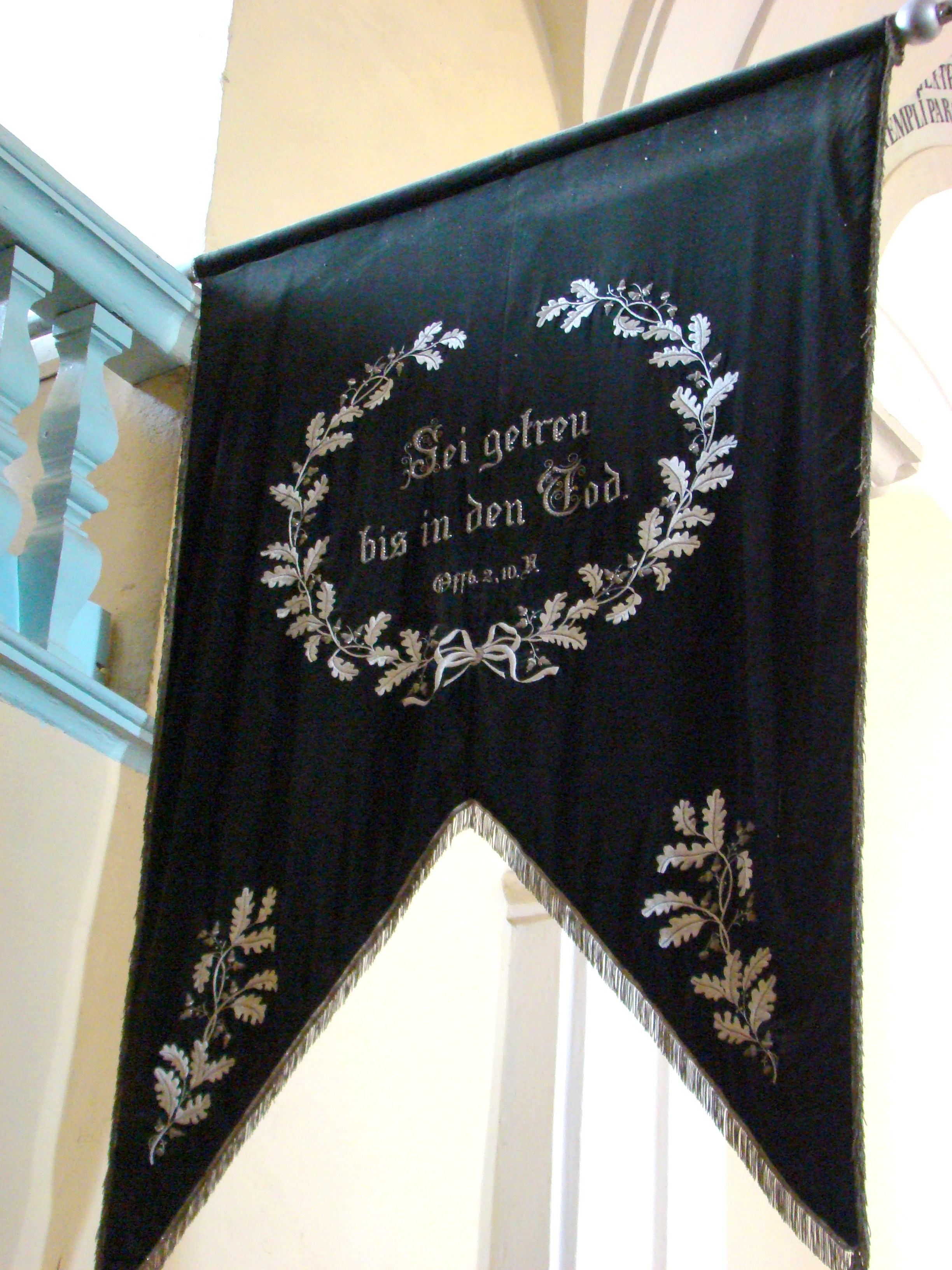